# Liste der DIN-VDE-Normen/Gruppe 4
Die Liste der DIN-VDE-Normen/Gruppe 4 enthält die Normen des Verband der Elektrotechnik, Elektronik und Informationstechnik (kurz VDE), die in dessen Listen erfasst sind. Anmerkung: Die Liste erhebt keinen Anspruch auf Aktualität. Eine aktuelle Liste dieser Normen kann auf der Website vom VDE-Verlag abgerufen werden.

## VDE VDE 0400 bis VDE 0499
| DIN-Notation              | VDE-Notation                  | Stand   | Norminhalt |
| ------------------------- | ----------------------------- | ------- | --- |
|                           | VDE-AR-N 4400 Anwendungsregel | 2011-09 | Messwesen Strom (Metering Code) |
| DIN EN 60079-29-1         | VDE 0400-1                    | 2008-07 | Explosionsfähige Atmosphäre - Teil 29-1: Gasmessgeräte – Anforderungen an das Betriebsverhalten von Geräten für die Messung brennbarer Gase - (IEC 60079-29-1:2007, modifiziert); Deutsche Fassung EN 60079-29-1:2007 |
| DIN EN 60079-29-2         | VDE 0400-2                    | 2015-12 | Explosionsfähige Atmosphäre - Teil 29-2: Gasmessgeräte – Auswahl, Installation, Einsatz und Wartung von Geräten für die Messung von brennbaren Gasen und Sauerstoff - (IEC 60079-29-2:2015); Deutsche Fassung EN 60079-29-2:2015 |
| DIN EN 60079-29-3         | VDE 0400-3                    | 2015-08 | Explosionsfähige Atmosphäre - Teil 29-3: Gasmessgeräte – Leitfaden zur funktionalen Sicherheit von ortsfesten Gaswarnsystemen - (IEC 60079-29-3:2014); Deutsche Fassung EN 60079-29-3:2014 |
| DIN EN 50104              | VDE 0400-20                   | 2011-04 | Elektrische Geräte für die Detektion und Messung von Sauerstoff - Anforderungen an das Betriebsverhalten und Prüfverfahren; - Deutsche Fassung EN 50104:2010 |
| DIN EN 50271              | VDE 0400-21                   | 2011-04 | Elektrische Geräte für die Detektion und Messung von brennbaren Gasen, giftigen Gasen oder Sauerstoff - Anforderungen und Prüfungen für Warngeräte, die Software und/oder Digitaltechnik nutzen; - Deutsche Fassung EN 50271:2010 |
| DIN EN 45544-1            | VDE 0400-22-1                 | 2015-10 | Arbeitsplatzatmosphäre – Elektrische Geräte für die direkte Detektion und direkte Konzentrationsmessung toxischer Gase und Dämpfe - Teil 1: Allgemeine Anforderungen und Prüfverfahren; - Deutsche Fassung EN 45544-1:2015 |
| DIN EN 45544-2            | VDE 0400-22-2                 | 2015-10 | Arbeitsplatzatmosphäre – Elektrische Geräte für die direkte Detektion und direkte Konzentrationsmessung toxischer Gase und Dämpfe - Teil 2: Anforderungen an das Betriebsverhalten von Geräten, die für Expositionsmessungen eingesetzt werden; - Deutsche Fassung EN 45544-2:2015                                                                                          |
| DIN EN 45544-3            | VDE 0400-22-3                 | 2015-10 | Arbeitsplatzatmosphäre – Elektrische Geräte für die direkte Detektion und direkte Konzentrationsmessung toxischer Gase und Dämpfe - Teil 3: Anforderungen an das Betriebsverhalten von Geräten, die für allgemeine Gaswarnanwendungen eingesetzt werden; - Deutsche Fassung EN 45544-3:2015                                                                                 |
| DIN EN 45544-4            | VDE 0400-22-4                 | 2000-10 | Arbeitsplatzatmosphäre - Elektrische Geräte für die direkte Detektion und direkte Konzentrationsmessung toxischer Gase und Dämpfe -Leitfaden für Auswahl, Installation, Einsatz und Instandhaltung; - Deutsche Fassung EN 45544-4 :1999 |
| DIN EN 50194-1            | VDE 0400-30-1                 | 2009-08 | Elektrische Geräte für die Detektion von brennbaren Gasen in Wohnhäusern - Teil 1: Prüfverfahren und Anforderungen an das Betriebsverhalten; - Deutsche Fassung EN 50194-1:2009 |
| DIN EN 50244              | VDE 0400-30-2                 | 2000-12 | Elektrische Geräte für die Detektion von brennbaren Gasen in Wohnhäusern - Leitfaden für Auswahl, Installation, Einsatz und Wartung - Deutsche Fassung EN 50244:2000 |
| DIN EN 50194-2            | VDE 0400-30-3                 | 2007-02 | Elektrische Geräte für die Detektion von brennbaren Gasen in Wohnhäusern - Teil 2: Ortsfeste elektrische Geräte zum kontinuierlichen Betrieb in Freizeitfahrzeugen oder ähnlichen Umgebungen - Ergänzende Prüfverfahren und Anforderungen an das Betriebsverhalten; - Deutsche Fassung EN 50194-2:2006                                                                      |
| DIN EN 50291-1            | VDE 0400-34-1                 | 2013-07 | Elektrische Geräte für die Detektion von Kohlenmonoxid in Wohnhäusern - Teil 1: Prüfverfahren und Anforderungen an das Betriebsverhalten; - Deutsche Fassung EN 50291-1:2010 + A1:2012 |
| DIN EN 50291-2            | VDE 0400-34-2                 | 2010-11 | Elektrische Geräte für die Detektion von Kohlenmonoxid in Wohnhäusern - Teil 2: Ortsfeste elektrische Geräte zum kontinuierlichen Betrieb in Freizeitfahrzeugen und ähnlichen Umgebungen einschließlich Sportbooten – Ergänzende Prüfverfahren und Anforderungen an das Betriebsverhalten; - Deutsche Fassung EN 50291-2:2010                                               |
| DIN EN 50292              | VDE 0400-35                   | 2014-08 | Elektrische Geräte für die Detektion von Kohlenmonoxid in Wohnhäusern, Caravans und Booten - Leitfaden für Auswahl, Installation, Benutzung und Instandhaltung; - Deutsche Fassung EN 50292:2013 |
| DIN EN 50543              | VDE 0400-36                   | 2011-11 | Tragbare und transportable elektrische Geräte für die Detektion und Messung von Kohlendioxid und/oder Kohlenmonoxid in Innenraumluft - Anforderungen und Prüfverfahren; - Deutsche Fassung EN 50543:2011 + AC:2011 |
| DIN EN 60079-29-4         | VDE 0400-40                   | 2011-02 | Explosionsfähige Atmosphäre - Teil 29-4: Gasmessgeräte – Anforderungen an das Betriebsverhalten von Geräten mit offener Messstrecke für die Messung brennbarer Gase - (IEC 60079-29-4:2009, modifiziert + Cor.:2010); Deutsche Fassung EN 6007929-4:2010 |
| DIN EN 50379-1            | VDE 0400-50-1                 | 2013-06 | Anforderungen an tragbare elektrische Geräte zur Messung von Verbrennungsparametern von Heizungsanlagen - Teil 1: Allgemeine Anforderungen und Prüfverfahren; - Deutsche Fassung EN 50379-1:2012 |
| DIN EN 50379-2            | VDE 0400-50-2                 | 2013-06 | Anforderungen an tragbare elektrische Geräte zur Messung von Verbrennungsparametern von Heizungsanlagen - Teil 2: Anforderungen an das Betriebsverhalten von Geräten für den Einsatz bei gesetzlich geregelten Messungen und Beurteilungen; - Deutsche Fassung EN 50379-2:2012                                                                                              |
| DIN EN 50379-3            | VDE 0400-50-3                 | 2013-06 | Anforderungen an tragbare elektrische Geräte zur Messung von Verbrennungsparametern von Heizungsanlagen - Teil 3: Anforderungen an das Betriebsverhalten von Geräten für den Einsatz im nicht-geregelten Bereich bei Wartungen von gasbefeuerten Heizungsanlagen; - Deutsche Fassung EN 50379-3:2012                                                                        |
| DIN CLC/TS 50612          | VDE V 0400-50-612             | 2014-11 | Tragbare elektrische Geräte zur Messung von Verbrennungsparametern - Leitfaden für den Einsatz für Inbetriebnahme, Wartung und Instandsetzung von gasbefeuerten Zentralheizungskesseln; - Deutsche Fassung CLC/TS 50612:2013 |
| DIN EN 50402              | VDE 0400-70                   | 2009-01 | Elektrische Geräte für die Detektion und Messung von brennbaren oder toxischen Gasen und Dämpfen oder Sauerstoff - Anforderungen an die funktionale Sicherheit von ortsfesten Gaswarnsystemen; - Deutsche Fassung EN 50402:2005 + A1:2008 |
| DIN EN 50545-1            | VDE 0400-80                   | 2012-04 | Elektrische Geräte für die Detektion und Messung von toxischen (und brennbaren) Gasen in Tiefgaragen und Tunneln - Teil 1: Allgemeine Anforderungen an das Betriebsverhalten sowie Prüfverfahren für die Detektion und Messung von Kohlenmonoxid und Stickoxiden; - Deutsche Fassung EN 50545-1:2011                                                                        |
| DIN EN 61285              | VDE 0400-100                  | 2016-03 | Prozessautomatisierung - Sicherheit von Analysengeräteräumen - (IEC 61285:2015); Deutsche Fassung EN 61285:2015 |
| DIN EN 50249              | VDE 0403-10                   | 2003-03 | Elektromagnetische Ortungsgeräte für unter Erde verlegte Rohre und Kabel - Leistungsmerkmale und Sicherheit - Deutsche Fassung EN 50249:2002 |
| DIN VDE 0404-1            | VDE 0404-1                    | 2002-05 | Prüf- und Messeinrichtungen zum Prüfen der elektrischen Sicherheit von elektrischen Geräten - Allgemeine Anforderungen |
| DIN VDE 0404-1            | VDE 0404-1 Berichtigung 1     | 2004-02 | Berichtigungen zu DIN VDE 0404-1 (VDE 0404 Teil 1):2002 |
| DIN VDE 0404-2            | VDE 0404-2                    | 2002-05 | Prüf- und Messeinrichtungen zum Prüfen der elektrischen Sicherheit von elektrischen Geräten - Prüfeinrichtungen für Prüfungen nach Instandsetzung, Änderung oder für Wiederholungsprüfungen |
| DIN VDE 0404-2            | VDE 0404-2 Berichtigung 1     | 2004-02 | Berichtigungen zu DIN VDE 0404-2 (VDE 0404 Teil 2):2002 |
| DIN VDE 0404-3            | VDE 0404-3                    | 2005-04 | Prüf- und Messeinrichtungen zum Prüfen der elektrischen Sicherheit von elektrischen Geräten - Teil 3: Prüfeinrichtungen für Wiederholungsprüfungen und Prüfungen vor der Inbetriebnahme von medizinischen elektrischen Geräten oder Systemen |
| DIN VDE 0404-4            | VDE 0404-4                    | 2005-04 | Prüf- und Messeinrichtungen zum Prüfen der elektrischen Sicherheit von elektrischen Geräten - Teil 4: Handgehaltene und handbediente Strommesszangen/Stromsonden für Messungen von Schutzleiterströmen und Berührungsströmen von elektrischen Geräten |
| DIN VDE 0405-1            | VDE 0405-1                    | 2017-01 | Ermittlung der Atemalkoholkonzentration - Teil 1: Anforderungen an beweissichere Atemalkohol-Messgeräte |
| DIN VDE 0405-2            | VDE 0405-2                    | 2005-01 | Ermittlung der Atemalkoholkonzentration - Teil 2: Anforderungen an beweissichere Atemalkohol-Messgeräte (ersetzt durch DIN VDE 0405-1:2017-01) |
| DIN VDE 0405-3            | VDE 0405-3                    | 1995-12 | Ermittlung der Atemalkoholkonzentration - Meßverfahren (ersetzt durch DIN VDE 0405-1:2017-01) |
| DIN VDE 0405-4            | VDE 0405-4                    | 2005-01 | Ermittlung der Atemalkoholkonzentration - Teil 4: Prüfung von beweissicheren Atemalkohol-Messgeräten mit Prüfgas |
| DIN EN 50436-1            | VDE 0406-1                    | 2014-09 | Alkohol-Interlocks – Prüfverfahren und Anforderungen an das Betriebsverhalten - Teil 1: Geräte für Programme mit Trunkenheitsfahrern; - Deutsche Fassung EN 50436-1:2014 |
| DIN EN 50436-2            | VDE 0406-2                    | 2015-10 | Alkohol-Interlocks – Prüfverfahren und Anforderungen an das Betriebsverhalten - Teil 2: Geräte mit Mundstück zur Messung des Atemalkohols für den allgemein-präventiven Einsatz; - Deutsche Fassung EN 50436-2:2014 + A1:2015 |
| DIN EN 50436-3            | VDE 0406-3                    | 2017-01 | Alkohol-Interlocks – Prüfverfahren und Anforderungen an das Betriebsverhalten - Teil 3: Leitfaden für Entscheider, Käufer und Nutzer; - Deutsche Fassung EN 50436-3:2017 |
| DIN EN 50436-6            | VDE 0406-6                    | 2015-10 | Alkohol-Interlocks – Prüfverfahren und Anforderungen an das Betriebsverhalten - Teil 6: Datensicherheit; - Deutsche Fassung EN 50436-6:2015 |
| DIN EN 15964              | VDE 0406-10                   | 2011-05 | Atemalkohol-Testgeräte zur Mehrfachverwendung - Anforderungen und Prüfverfahren; - Deutsche Fassung EN 15964:2011 |
| DIN EN 60770-1            | VDE 0408-1                    | 2011-09 | Messumformer für industrielle Prozessleittechnik - Teil 1: Methoden für die Bewertung des Betriebsverhaltens - (IEC 607701:2010); Deutsche Fassung EN 60770-1:2011 |
| DIN EN 60770-2            | VDE 0408-2                    | 2011-06 | Messumformer für industrielle Prozessleittechnik - Teil 2: Verfahren für Abnahme und Stückprüfung - (IEC 60770-2:2010); Deutsche Fassung EN 60770-2:2010 |
| DIN EN 60770-3            | VDE 0408-3                    | 2015-06 | Messumformer für industrielle Prozessleittechnik - Teil 3: Verfahren zur Bewertung der Leistungsfähigkeit von intelligenten Messumformern - (IEC 60770-3:2014); Deutsche Fassung EN 60770-3:2014 |
| DIN EN 61003-1            | VDE 0409                      | 2004-08 | Systeme der industriellen Prozessleittechnik - Geräte mit analogen Eingängen und Zwei- oder Mehrpunktverhalten - Teil 1: Verfahren zur Bewertung des Betriebsverhaltens - (IEC 61003-1:2004); Deutsche Fassung EN 61003-1:2004 |
| DIN EN 61003-2            | VDE 0409-2                    | 2010-05 | Systeme der industriellen Prozessleittechnik – Geräte mit analogen Eingängen und Zwei- oder Mehrpunktverhalten - Teil 2: Leitfaden für Funktionskontrolle und Serienprüfung - (IEC 61003-2:2009); Deutsche Fassung EN 61003-2:2009 |
| DIN IEC/TS 62492-2        | VDE V 0409-20-2               | 2014-04 | Geräte zur industriellen Prozesssteuerung – Strahlungsthermometer - Teil 2: Bestimmung der technischen Spezifikationen von Strahlungsthermometern - (IEC/TS 62492-2:2013) |
| DIN EN 1349               | VDE 0409-1349                 | 2010-01 | Stellgeräte für die Prozessregelung; - Deutsche Fassung EN 1349:2009 |
| DIN EN 60873-1            | VDE 0410-1                    | 2004-05 | Elektrische und pneumatische analoge Streifenschreiber zum Einsatz in Systemen industrieller Prozessleittechnik - Teil 1: Verfahren zur Bewertung des Betriebsverhaltens - (IEC 60873-1:2003); Deutsche Fassung EN 60873-1:2004 |
| DIN EN 60873-2            | VDE 0410-2                    | 2004-07 | Elektrische und pneumatische analoge Streifenschreiber zum Einsatz in Systemen industrieller Prozessleittechnik - Teil 2: Anleitung für die Abnahme und Betriebsprüfung - (IEC 60873-2:2004); Deutsche Fassung EN 60873-2:2004 |
| DIN EN 61010-031          | VDE 0411-031                  | 2016-07 | Sicherheitsbestimmungen für elektrische Mess-, Steuer-, Regel- und Laborgeräte - Teil 031: Sicherheitsbestimmungen für handgehaltenes Messzubehör zum elektrischen Messen und Prüfen - (IEC 61010-031:2015); Deutsche Fassung EN 61010-031:2015 |
| DIN EN 61010-1            | VDE 0411-1                    | 2011-07 | Sicherheitsbestimmungen für elektrische Mess-, Steuer-, Regel- und Laborgeräte - Teil 1: Allgemeine Anforderungen - (IEC 61010-1:2010 + Cor.:2011); Deutsche Fassung EN 61010-1:2010 |
| DIN IEC/TS 62850          | VDE V 0411-1-1                | 2014-07 | Sicherheitsbestimmungen für elektrische Mess-, Steuer-, Regel- und Laborgeräte - Allgemeine Anforderungen an Geräte, die für den Gebrauch in Lehranstalten durch Kinder vorgesehen sind - (IEC/TS 62850:2013) |
| DIN EN 61010-2-081        | VDE 0411-2-081                | 2015-11 | Sicherheitsbestimmungen für elektrische Mess-, Steuer-, Regel- und Laborgeräte - Teil 2-081: Besondere Anforderungen an automatische und semiautomatische Laborgeräte für Analysen und andere Zwecke - (IEC 61010-2-081:2015); Deutsche Fassung EN 61010-2-081:2015 |
| DIN EN 61010-2-033        | VDE 0411-2-033                | 2012-11 | Sicherheitsbestimmungen für elektrische Mess-, Steuer-, Regel- und Laborgeräte - Teil 2-033: Besondere Anforderungen an handgehaltene Multimeter und andere handgehaltene Messgeräte für den Haushalt und professionellen Gebrauch, geeignet zur Messung von Netzspannungen - (IEC 61010-2-033:2012); Deutsche Fassung EN 61010-2-033:2012                                  |
| DIN EN 61010-2-091        | VDE 0411-2-091                | 2013-01 | Sicherheitsbestimmungen für elektrische Mess-, Steuer-, Regel- und Laborgeräte - Teil 2-091: Besondere Anforderungen für Röntgengeräteschränke - (IEC 61010-2-091:2012); Deutsche Fassung EN 61010-2-091:2012 |
| DIN EN 61010-2-020        | VDE 0411-2-020                | 2007-03 | Sicherheitsbestimmungen für elektrische Mess-, Steuer-, Regel- und Laborgeräte - Teil 2-020: Besondere Anforderungen an Laborzentrifugen - (IEC 61010-2-020:2006); Deutsche Fassung EN 61010-2-020:2006 |
| DIN EN 61010-2-010        | VDE 0411-2-010                | 2015-05 | Sicherheitsbestimmungen für elektrische Mess-, Steuer-, Regel- und Laborgeräte - Teil 2-010: Besondere Anforderungen an Laborgeräte für das Erhitzen von Stoffen - (IEC 61010-2-010:2014); Deutsche Fassung EN 61010-2-010:2014 |
| DIN EN 61010-2-032        | VDE 0411-2-032                | 2013-07 | Sicherheitsbestimmungen für elektrische Mess-, Steuer-, Regel- und Laborgeräte - Teil 2-032: Besondere Anforderungen für handgehaltene und handbediente Stromsonden für elektrische Prüfungen und Messungen - (IEC 61010-2-032:2012); Deutsche Fassung EN 61010-2-032:2012                                                                                                  |
| DIN EN 61010-2-040        | VDE 0411-2-040                | 2016-06 | Sicherheitsbestimmungen für elektrische Mess-, Steuer-, Regel- und Laborgeräte - Teil 2-040: Besondere Anforderungen an Sterilisatoren und Reinigungs-Desinfektionsgeräte für die Behandlung medizinischen Materials - (IEC 61010-2-040:2015); Deutsche Fassung EN 61010-2-040:2015                                                                                         |
| DIN EN 61010-2-051        | VDE 0411-2-051                | 2016-02 | Sicherheitsbestimmungen für elektrische Mess-, Steuer-, Regel- und Laborgeräte - Teil 2-051: Besondere Anforderungen an Laborgeräte zum Mischen und Rühren - (IEC 61010-2-051:2015); Deutsche Fassung EN 61010-2-051:2015 |
| DIN EN 61010-2-061        | VDE 0411-2-061                | 2016-02 | Sicherheitsbestimmungen für elektrische Mess-, Steuer-, Regel- und Laborgeräte - Teil 2-061: Besondere Anforderungen an Labor-Atomspektrometer mit thermischer Atomisierung und Ionisation - (IEC 61010-2-061:2015); Deutsche Fassung EN 61010-2061:2015 |
| DIN EN 61010-2-030        | VDE 0411-2-030                | 2011-07 | Sicherheitsbestimmungen für elektrische Mess-, Steuer-, Regel- und Laborgeräte - Teil 2-030: Besondere Bestimmungen für Prüf- und Messstromkreise - (IEC 61010-2-030:2010 + Cor.:2011); Deutsche Fassung EN 61010-2-030:2010 |
| DIN EN 61010-2-091        | VDE 0411-2-091 Berichtigung 1 | 2016-02 | Berichtigung zu DIN EN 61010-2-091 (VDE 0411-2-091):2013-01 |
| DIN EN 61010-2-101        | VDE 0411-2-101                | 2003-09 | Sicherheitsbestimmungen für elektrische Mess-, Steuer-, Regel- und Laborgeräte - Teil 2-101: Besondere Anforderungen an InVitro-Diagnostik-(IVD)-Medizingeräte - (IEC 61010-2-101:2002); Deutsche Fassung EN 61010-2-101:2002 |
| DIN EN 61010-2-201        | VDE 0411-2-201                | 2014-01 | Sicherheitsbestimmungen für elektrische Mess-, Steuer-, Regel- und Laborgeräte - Teil 2-201: Besondere Anforderungen für Steuer- und Regelgeräte - (IEC 61010-2-201:2013); Deutsche Fassung EN 61010-2-201:2013 + AC:2013 |
| DIN EN 61131-2            | VDE 0411-500                  | 2008-04 | Speicherprogrammierbare Steuerungen - Teil 2: Betriebsmittelanforderungen und Prüfungen - (IEC 61131-2:2007); Deutsche Fassung EN 61131-2:2007 |
| DIN EN 61131-2            | VDE 0411-500 Berichtigung 1   | 2009-01 | Berichtigung zu DIN EN 61131-2 (VDE 0411-500):2008-04 |
| DIN EN 61131-6            | VDE 0411-506                  | 2013-10 | Speicherprogrammierbare Steuerungen - Teil 6: Funktionale Sicherheit - (IEC 61131-6:2012); Deutsche Fassung EN 611316:2012 |
| DIN EN 61131-9            | VDE 0411-509                  | 2015-02 | Speicherprogrammierbare Steuerungen - Teil 9: Schnittstelle für die Kommunikation mit kleinen Sensoren und Aktoren über eine Punkt-zu-Punkt-Verbindung - (IEC 61131-9:2013); Deutsche Fassung EN 61131-9:2013 |
| DIN EN 62598              | VDE 0412-1                    | 2014-03 | Strahlungsmessgeräte - Konstruktionsanforderungen und Klassifikation radiometrischer Messanordnungen - (IEC 62598:2011); Deutsche Fassung EN 62598:2013 |
| DIN IEC 62523             | VDE 0412-10                   | 2011-12 | Strahlenschutz-Messgeräte - Radiografisches Prüfsystem für Frachtgut/Fahrzeuge - (IEC 62523:2010) |
| DIN IEC 62463             | VDE 0412-11                   | 2012-02 | Strahlenschutz-Messgeräte - Röntgensysteme für die Personenkontrolle bezüglich Sicherheit und des Mitführens unerlaubter Gegenstände - (IEC 62463:2010) |
| DIN IEC 62709             | VDE 0412-12                   | 2015-06 | Strahlenschutzinstrumentierung - Sicherheitskontrolle von Personen – Messung der Bildqualität von Röntgensystemen - (IEC 62709:2014) |
| DIN IEC 62495             | VDE 0412-20                   | 2011-12 | Strahlungsmessgeräte - Tragbare Röntgenfluoreszenz-Analysegeräte mit Kleinströntgenröhre - (IEC 62495:2011) |
| DIN EN ISO 2919           | VDE 0412-2919                 | 2015-03 | Strahlenschutz – Umschlossene radioaktive Stoffe - Allgemeine Anforderungen und Klassifikation - (ISO 2919:2012); Deutsche Fassung EN ISO 2919:2014 |
| DIN IEC/TR 62971          | VDE 0412-2971                 | 2016-06 | Strahlungsmesstechnik - In Normen für die Aufdeckung von unerlaubtem Transport radioaktiver Materialien verwendete Strahlungsquellen – Leitlinie und Empfehlungen - (IEC/TR 62971:2015) |
| DIN EN ISO 3925           | VDE 0412-3925                 | 2015-11 | Offene radioaktive Stoffe - Kennzeichnung und Dokumentation - (ISO 3925:2014); Deutsche Fassung EN ISO 3925:2015 |
| DIN EN 61557-1            | VDE 0413-1                    | 2022-12 | Elektrische Sicherheit in Niederspannungsnetzen bis AC 1 000 V und DC 1 500 V – Geräte zum Prüfen, Messen oder Überwachen von Schutzmaßnahmen - Teil 1: Allgemeine Anforderungen - (IEC 61557-1:2007); Deutsche Fassung EN 615571:2007 |
| DIN EN 61557-2            | VDE 0413-2                    | 2008-02 | Elektrische Sicherheit in Niederspannungsnetzen bis AC 1 000 V und DC 1 500 V – Geräte zum Prüfen, Messen oder Überwachen von Schutzmaßnahmen - Teil 2: Isolationswiderstand - (IEC 61557-2:2007); Deutsche Fassung EN 61557-2:2007 |
| DIN EN 61557-3            | VDE 0413-3                    | 2008-02 | Elektrische Sicherheit in Niederspannungsnetzen bis AC 1 000 V und DC 1 500 V – Geräte zum Prüfen, Messen oder Überwachen von Schutzmaßnahmen - Teil 3: Schleifenwiderstand - (IEC 61557-3:2007); Deutsche Fassung EN 61557-3:2007 |
| DIN EN 61557-4            | VDE 0413-4                    | 2007-12 | Elektrische Sicherheit in Niederspannungsnetzen bis AC 1 000 V und DC 1 500 V – Geräte zum Prüfen, Messen oder Überwachen von Schutzmaßnahmen - Teil 4: Widerstand von Erdungsleitern, Schutzleitern und Potentialausgleichsleitern - (IEC 61557-4:2007); Deutsche Fassung EN 61557-4:2007                                                                                  |
| DIN EN 61557-5            | VDE 0413-5                    | 2007-12 | Elektrische Sicherheit in Niederspannungsnetzen bis AC 1 000 V und DC 1 500 V – Geräte zum Prüfen, Messen oder Überwachen von Schutzmaßnahmen - Teil 5: Erdungswiderstand - (IEC 61557-5:2007); Deutsche Fassung EN 61557-5:2007 |
| DIN EN 61557-6            | VDE 0413-6                    | 2008-05 | Elektrische Sicherheit in Niederspannungsnetzen bis AC 1 000 V und DC 1 500 V – Geräte zum Prüfen, Messen oder Überwachen von Schutzmaßnahmen - Teil 6: Wirksamkeit von Fehlerstrom-Schutzeinrichtungen (RCD) in TT-, TN- und IT-Systemen - (IEC 61557-6:2007); Deutsche Fassung EN 61557-6:2007                                                                            |
| DIN EN 61557-7            | VDE 0413-7                    | 2008-02 | Elektrische Sicherheit in Niederspannungsnetzen bis AC 1 000 V und DC 1 500 V – Geräte zum Prüfen, Messen oder Überwachen von Schutzmaßnahmen - Teil 7: Drehfeld - (IEC 61557-7:2007); Deutsche Fassung EN 61557-7:2007 |
| DIN EN 61557-8            | VDE 0413-8                    | 2015-12 | Elektrische Sicherheit in Niederspannungsnetzen bis AC 1 000 V und DC 1 500 V – Geräte zum Prüfen, Messen oder Überwachen von Schutzmaßnahmen - Teil 8: Isolationsüberwachungsgeräte für IT-Systeme - (IEC 61557-8:2014); Deutsche Fassung EN 61557-8:2015 |
| DIN EN 61557-9            | VDE 0413-9                    | 2015-10 | Elektrische Sicherheit in Niederspannungsnetzen bis AC 1 000 V und DC 1 500 V – Geräte zum Prüfen, Messen oder Überwachen von Schutzmaßnahmen - Teil 9: Einrichtungen zur Isolationsfehlersuche in IT-Systemen - (IEC 61557-9:2014); Deutsche Fassung EN 61557-9:2015 |
| DIN EN 61557-10           | VDE 0413-10                   | 2014-03 | Elektrische Sicherheit in Niederspannungsnetzen bis AC 1 000 V und DC 1 500 V – Geräte zum Prüfen, Messen oder Überwachen von Schutzmaßnahmen - Teil 10: Kombinierte Messgeräte zum Prüfen, Messen oder Überwachen von Schutzmaßnahmen - (IEC 61557-10:2013); Deutsche Fassung EN 61557-10:2013                                                                             |
| DIN EN 61557-11           | VDE 0413-11                   | 2009-11 | Elektrische Sicherheit in Niederspannungsnetzen bis AC 1 000 V und DC 1 500 V – Geräte zum Prüfen, Messen oder Überwachen von Schutzmaßnahmen - Teil 11: Wirksamkeit von Differenzstrom-Überwachungsgeräten (RCMs) Typ A und Typ B in TT-, TN- und IT-Systemen - (IEC 61557-11:2009); Deutsche Fassung EN 61557-11:2009                                                     |
| DIN EN 61557-12           | VDE 0413-12                   | 2008-12 | Elektrische Sicherheit in Niederspannungsnetzen bis AC 1 000 V und DC 1 500 V – Geräte zum Prüfen, Messen oder Überwachen von Schutzmaßnahmen - Teil 12: Kombinierte Geräte zur Messung und Überwachung des Betriebsverhaltens - (IEC 61557-12:2007); Deutsche Fassung EN 61557-12:2008                                                                                     |
| DIN EN 61557-13           | VDE 0413-13                   | 2012-04 | Elektrische Sicherheit in Niederspannungsnetzen bis AC 1 000 V und DC 1 500 V – Geräte zum Prüfen, Messen oder Überwachen von Schutzmaßnahmen - Teil 13: Handgehaltene und handbediente Strommesszangen und Stromsonden zur Messung von Ableitströmen in elektrischen Anlagen - (IEC 61557-13:2011); Deutsche Fassung EN 61557-13:2011                                      |
| DIN EN 61557-14           | VDE 0413-14                   | 2014-02 | Elektrische Sicherheit in Niederspannungsnetzen bis AC 1 000 V und DC 1 500 V – Geräte zum Prüfen, Messen oder Überwachen von Schutzmaßnahmen - Teil 14: Geräte zum Prüfen der Sicherheit der elektrischen Ausrüstung von Maschinen - (IEC 61557-14:2013); Deutsche Fassung EN 61557-14:2013                                                                                |
| DIN EN 61557-15           | VDE 0413-15                   | 2014-10 | Elektrische Sicherheit in Niederspannungsnetzen bis AC 1 000 V und DC 1 500 V – Geräte zum Prüfen, Messen oder Überwachen von Schutzmaßnahmen - Teil 15: Anforderungen zur Funktionalen Sicherheit von Isolationsüberwachungsgeräten in IT-Systemen und von Einrichtungen zur Isolationsfehlersuche in IT-Systemen - (IEC 61557-15:2014); Deutsche Fassung EN 61557-15:2014 |
| DIN EN 61557-16           | VDE 0413-16                   | 2015-12 | Elektrische Sicherheit in Niederspannungsnetzen bis AC 1 000 V und DC 1 500 V – Geräte zum Prüfen, Messen oder Überwachen von Schutzmaßnahmen - Teil 16: Geräte zur Prüfung der Wirksamkeit der Schutzmaßnahmen von elektrischen Geräten und/oder medizinisch elektrischen Geräten - (IEC 61557-16:2014); Deutsche Fassung EN 61557-16:2015                                 |
| DIN EN 50482              | VDE 0414-6                    | 2008-07 | Messwandler - Dreiphasige Spannungswandler mit Um bis 52 kV; - Deutsche Fassung EN 50482:2008 |
| DIN EN 61869-1            | VDE 0414-9-1                  | 2010-04 | Messwandler - Teil 1: Allgemeine Anforderungen - (IEC 61869-1:2007, modifiziert); Deutsche Fassung EN 61869-1:2009 |
| DIN EN 61869-2            | VDE 0414-9-2                  | 2013-07 | Messwandler - Teil 2: Zusätzliche Anforderungen für Stromwandler - (IEC 61869-2:2012); Deutsche Fassung EN 61869-2:2012 |
| DIN EN 61869-2            | VDE 0414-9-2 Berichtigung 1   | 2014-06 | Berichtigung zu DIN EN 61869-2 (VDE 0414-9-2):2013-07 |
| DIN EN 61869-3            | VDE 0414-9-3                  | 2012-05 | Messwandler - Teil 3: Zusätzliche Anforderungen für induktive Spannungswandler - (IEC 61869-3:2011); Deutsche Fassung EN 61869-3:2011 |
| DIN EN 61869-4            | VDE 0414-9-4                  | 2015-04 | Messwandler - Teil 4: Zusätzliche Anforderungen für kombinierte Wandler - (IEC 61869-4:2013); Deutsche Fassung EN 618694:2014 |
| DIN EN 61869-5            | VDE 0414-9-5                  | 2012-05 | Messwandler - Teil 5: Zusätzliche Anforderungen für kapazitive Spannungswandler - (IEC 61869-5:2011); Deutsche Fassung EN 61869-5:2011 |
| DIN IEC/TR 61869-102      | VDE 0414-9-102                | 2015-02 | Messwandler - Teil 102: Ferroresonanzschwingungen in Schaltanlagen mit induktiven Spannungswandlern - (IEC/TR 61869102:2014) |
| DIN IEC/TR 61869-103      | VDE 0414-9-103                | 2013-02 | Messwandler - Anwendung von Messwandlern bei der Messung der Spannungsqualität - (IEC/TR 61869-103:2012) |
| DIN EN 60044-7            | VDE 0414-44-7                 | 2000-11 | Messwandler - Elektronische Spannungswandler - (IEC 60044-7:1999) Deutsche Fassung EN 60044-7:2000 |
| DIN EN 60044-8            | VDE 0414-44-8                 | 2003-06 | Messwandler - Teil 8: Elektronische Stromwandler - (IEC 60044-8:2002); Deutsche Fassung EN 60044-8:2002 |
| DIN EN 62586-1            | VDE 0415-1                    | 2014-12 | Messung der Spannungsqualität in Energieversorgungssystemen - Teil 1: Messgeräte für die Spannungsqualität - (IEC 625861:2013); Deutsche Fassung EN 62586-1:2014 |
| DIN EN 62586-2            | VDE 0415-2                    | 2014-12 | Messung der Spannungsqualität in Energieversorgungssystemen - Teil 2: Funktionsprüfungen und Anforderungen an die Messunsicherheit - (IEC 62586-2:2013); Deutsche Fassung EN 62586-2:2014 |
| DIN EN 50470-2            | VDE 0418-0-2                  | 2007-05 | Wechselstrom-Elektrizitätszähler - Teil 2: Besondere Anforderungen - Elektromechanische Wirkverbrauchszähler der Genauigkeitsklassen A und B; - Deutsche Fassung EN 50470-2:2006 |
| DIN CEN/CLC/ETSI/TR 50572 | VDE 0418-0                    | 2014-10 | Funktionale Referenzarchitektur für die Kommunikation in intelligenten Messsystemen; - Deutsche Fassung CEN/CLC/ETSI/TR 50572:2011 |
| DIN EN 50470-3            | VDE 0418-0-3                  | 2007-05 | Wechselstrom-Elektrizitätszähler - Teil 3: Besondere Anforderungen - Elektronische Wirkverbrauchszähler der Genauigkeitsklassen A, B und C; - Deutsche Fassung EN 50470-3:2006 |
| DIN EN 50470-1            | VDE 0418-0-1                  | 2007-05 | Wechselstrom-Elektrizitätszähler - Teil 1: Allgemeine Anforderungen, Prüfungen und Prüfbedingungen - Messeinrichtungen (Genauigkeitsklassen A, B und C); - Deutsche Fassung EN 50470-1:2006 |
| DIN EN 50470-1            | VDE 0418-0-1 Berichtigung 1   | 2008-06 | Berichtigungen zu DIN EN 50470-1 (VDE 0418-0-1):2007-05 |
| DIN VDE 0418-2            | VDE 0418-2                    | 1966-03 | Elektrizitätszähler - Blindverbrauchszähler |
| DIN EN 62052-11           | VDE 0418-2-11                 | 2003-11 | Wechselstrom-Elektrizitätszähler - Allgemeine Anforderungen, Prüfungen und Prüfbedingungen - Teil 11: Messeinrichtungen - (IEC 62052-11:2003); Deutsche Fassung EN 62052-11:2003 |
| DIN EN 62052-21           | VDE 0418-2-21                 | 2005-06 | Wechselstrom-Elektrizitätszähler - Allgemeine Anforderungen, Prüfungen und Prüfbedingungen - Teil 21: Einrichtungen für Tarif- und Laststeuerung - (IEC 62052-21:2004); Deutsche Fassung EN 62052-21:2004 |
| DIN VDE 0418-3            | VDE 0418-3                    | 1965-06 | Elektrizitätszähler - Gleichstromzähler |
| DIN EN 62053-11           | VDE 0418-3-11                 | 2003-11 | Wechselstrom-Elektrizitätszähler - Besondere Anforderungen - Teil 11: Elektromechanische Wirkverbrauchszähler der Genauigkeitsklassen 0,5, 1 und 2 - (IEC 62053-11:2003); Deutsche Fassung EN 62053-11:2003 |
| DIN EN 62053-21           | VDE 0418-3-21                 | 2003-11 | Wechselstrom-Elektrizitätszähler - Besondere Anforderungen - Teil 21: Elektronische Wirkverbrauchszähler der Genauigkeitsklassen 1 und 2 - (IEC 62053-21:2003); Deutsche Fassung EN 62053-21:2003 |
| DIN EN 62053-22           | VDE 0418-3-22                 | 2003-11 | Wechselstrom-Elektrizitätszähler - Besondere Anforderungen - Teil 22: Elektronische Wirkverbrauchszähler der Genauigkeitsklassen 0,2 S und 0,5 S - (IEC 62053-22:2003); Deutsche Fassung EN 62053-22:2003 |
| DIN EN 62053-23           | VDE 0418-3-23                 | 2003-11 | Wechselstrom-Elektrizitätszähler - Besondere Anforderungen - Teil 23: Elektronische Blindverbrauchszähler der Genauigkeitsklassen 2 und 3 - (IEC 62053-23:2003); Deutsche Fassung EN 62053-23:2003 |
| DIN EN 62053-24           | VDE 0418-3-24                 | 2015-07 | Wechselstrom-Elektrizitätszähler – Besondere Anforderungen - Teil 24: Elektronische Grundschwingungs-Blindverbrauchszähler der Genauigkeitsklassen 0,5 S, 1 S und 1 - (IEC 62053-24:2014); Deutsche Fassung EN 62053-24:2015 |
| DIN EN 62053-31           | VDE 0418-3-31                 | 1999-04 | Einrichtungen zur Messung der elektrischen Energie (AC) - Besondere Anforderungen - Impulseinrichtung für Induktionszähler oder elektronische Zähler (nur Zweidrahtsysteme) - (IEC 62053-31:1998); Deutsche Fassung EN 62053-31:1998 |
| DIN EN 62053-52           | VDE 0418-3-52                 | 2006-08 | Wechselstrom-Elektrizitätszähler - Besondere Anforderungen - Teil 52: Symbole - (IEC 62053-52:2005); Deutsche Fassung EN 62053-52:2005 |
| DIN EN 62053-61           | VDE 0418-3-61                 | 1999-04 | Einrichtungen zur Messung der elektrischen Energie (AC) - Besondere Anforderungen - Leistungsaufnahme und Spannungsanforderungen - (IEC 62053-61:1998); Deutsche Fassung EN 62053-61:1998 |
| DIN VDE 0418-4            | VDE 0418-4                    | 1967-07 | Elektrizitätszähler - Maximumwerke |
| DIN VDE 0418-5            | VDE 0418-5                    | 1973-04 | Elektrizitätszähler - Fernzählgeräte |
| DIN EN 62055-31           | VDE 0418-5-31                 | 2006-07 | Messung der elektrischen Energie - Zählersysteme mit Inkassofunktion - Teil 31: Besondere Anforderungen - Elektronische Inkasso-Wirkverbrauchszähler (Klassen 1 und 2) - (IEC 62055-31:2005); Deutsche Fassung EN 62055-31:2005 |
| DIN EN 62055-31           | VDE 0418-5-31 Berichtigung 1  | 2008-01 | Berichtigungen zu DIN EN 62055-31 (VDE 0418-5-31):2006-07 |
| DIN EN 62056-1-0          | VDE 0418-6-1-0                | 2015-12 | Datenkommunikation der elektrischen Energiemessung – DLMS/COSEM - Teil 1-0: Normungsrahmen für die intelligente Messung - (IEC 62056-1-0:2014); Deutsche Fassung EN 62056-1-0:2015 |
| DIN EN 62056-3-1          | VDE 0418-6-3-1                | 2014-12 | Datenkommunikation der elektrischen Energiemessung – DLMS/COSEM - Teil 3-1: Nutzung lokaler Netzwerke mit Trägerfrequenz-Signalübertragung auf verdrillten Zweidrahtleitungen - (IEC 62056-3-1:2013); Deutsche Fassung EN 62056-31:2014 |
| DIN EN 62058-11           | VDE 0418-8-11                 | 2011-04 | Wechselstrom-Elektrizitätszähler – Annahmeprüfung - Teil 11: Allgemeine Verfahren zur Annahmeprüfung - (IEC 62058-11:2008, modifiziert); Deutsche Fassung EN 62058-11:2010 |
| DIN EN 62058-21           | VDE 0418-8-21                 | 2011-04 | Wechselstrom-Elektrizitätszähler – Annahmeprüfung - Teil 21: Besondere Anforderungen an elektromechanische Zähler für Wirkenergie (Klassen 0,5, 1 und 2 und Genauigkeitsklassen A und B) - (IEC 62058-21:2008, modifiziert); Deutsche Fassung EN 62058-21:2010 |
| DIN EN 62058-31           | VDE 0418-8-31                 | 2011-04 | Wechselstrom-Elektrizitätszähler – Annahmeprüfung - Teil 31: Besondere Anforderungen an elektronische Zähler für Wirkenergie (Klassen 0,2 S, 0,5 S, 1 und 2 und Genauigkeitsklassen A, B und C) -(IEC 62058-31:2008, modifiziert); Deutsche Fassung EN 62058-31:2010 |
| DIN EN 62059-31-1         | VDE 0418-9-31-1               | 2009-07 | Elektrizitätszähler – Zuverlässigkeit - Teil 31-1: Zeitraffende Zuverlässigkeitsprüfung – Temperatur und Luftfeuchte erhöht - (IEC 62059-31-1:2008); Deutsche Fassung EN 62059-31-1:2008 |
| DIN EN 62059-32-1         | VDE 0418-9-32-1               | 2012-10 | Elektrizitätszähler – Zuverlässigkeit - Teil 32-1: Haltbarkeit – Prüfung der Stabilität der metrologischen Eigenschaften unter Anwendung erhöhter Temperatur - (IEC 62059-32-1:2011); Deutsche Fassung EN 62059-32-1:2012 |
| DIN EN 62059-41           | VDE 0418-9-41                 | 2007-01 | Elektrizitätszähler - Zuverlässigkeit - Teil 41: Zuverlässigkeitsvorhersage - (IEC 62059-41:2006); Deutsche Fassung EN 6205941:2006 |
| DIN EN 62054-21           | VDE 0419-4-21                 | 2005-06 | Wechselstrom-Elektrizitätszähler - Tarif- und Laststeuerung - Teil 21: Besondere Anforderungen an Schaltuhren - (IEC 6205421:2004); Deutsche Fassung EN 62054-21:2004 |
| DIN EN 62054-11           | VDE 0420-4-11                 | 2005-06 | Wechselstrom-Elektrizitätszähler - Tarif- und Laststeuerung - Teil 11: Besondere Anforderungen an elektronische Rundsteuerempfänger - (IEC 62054-11:2004); Deutsche Fassung EN 62054-11:2004 |
| DIN EN 60060-1            | VDE 0432-1                    | 2011-10 | Hochspannungs-Prüftechnik - Teil 1: Allgemeine Begriffe und Prüfbedingungen - (IEC 60060-1:2010); Deutsche Fassung EN 60060-1:2010 |
| DIN EN 60060-2            | VDE 0432-2                    | 2011-10 | Hochspannungs-Prüftechnik - Teil 2: Messsysteme - (IEC 60060-2:2010); Deutsche Fassung EN 60060-2:2011 |
| DIN EN 60060-3            | VDE 0432-3                    | 2006-08 | Hochspannungs-Prüftechnik - Teil 3: Begriffe und Anforderungen für Vor-Ort-Prüfungen - (IEC 60060-3:2006); Deutsche Fassung EN 60060-3:2006 |
| DIN EN 61083-1            | VDE 0432-7                    | 2002-01 | Messgeräte und Software bei Stoßspannungs- und Stoßstromprüfungen - Anforderungen an Messgeräte - (IEC 61083-1:2001); Deutsche Fassung EN 61083-1:2001 |
| DIN EN 61083-2            | VDE 0432-8                    | 2013-12 | Messgeräte und Software für Messungen bei Hochspannungs- und Hochstrom-Prüfungen - Teil 2: Anforderungen an die Software bei Prüfungen mit Stoßspannungen und -strömen - (IEC 61083-2:2013); Deutsche Fassung EN 61083-2:2013 |
| DIN EN 60052              | VDE 0432-9                    | 2003-06 | Spannungsmessungen mit Standard-Luftfunkenstrecken - (IEC 60052:2002); Deutsche Fassung EN 60052:2002 |
| DIN EN 61180-1            | VDE 0432-10                   | 1995-05 | Hochspannungs-Prüftechnik für Niederspannungsgeräte - Begriffe, Prüfung und Prüfbedingungen - (IEC 61180-1:1992); Deutsche Fassung EN 61180-1:1994 |
| DIN EN 61180-2            | VDE 0432-11                   | 1995-05 | Hochspannungs-Prüftechnik für Niederspannungsgeräte - Prüfgeräte - (IEC 61180-2:1994); Deutsche Fassung EN 61180-2:1994 |
| DIN EN 62475              | VDE 0432-20                   | 2011-09 | Hochstrom-Prüftechnik - Begriffe und Anforderungen für Hochstrom-Messungen - (IEC 62475:2010); Deutsche Fassung EN 62475:2010 |
| DIN EN 60270              | VDE 0434                      | 2001-08 | Hochspannungs-Prüftechnik - Teilentladungsmessungen - (IEC 60270:2000); Deutsche Fassung EN 60270:2001 |
| DIN EN 60270              | VDE 0434 Berichtigung 1       | 2002-11 | Berichtigungen zu DIN EN 60270 (VDE 0434):2001-08 |
| DIN EN 61810-2            | VDE 0435-120                  | 2012-01 | Elektromechanische Elementarrelais - Teil 2: Funktionsfähigkeit (Zuverlässigkeit) - (IEC 61810-2:2011); Deutsche Fassung EN 61810-2:2011 |
| DIN EN 61810-2-1          | VDE 0435-120-1                | 2012-01 | Elektromechanische Elementarrelais - Teil 2-1: Funktionsfähigkeit (Zuverlässigkeit) – Verfahren zum Nachweis der B10-Werte - (IEC 61810-2-1:2011); Deutsche Fassung EN 61810-2-1:2011 |
| DIN EN 61810-1            | VDE 0435-201                  | 2015-10 | Elektromechanische Elementarrelais - Teil 1: Allgemeine und Sicherheitsanforderungen - (IEC 61810-1:2015); Deutsche Fassung EN 61810-1:2015 |
| DIN EN 61810-1            | VDE 0435-201 Berichtigung 1   | 2016-05 | Berichtigung zu DIN EN 61810-1 (VDE 0435-201):2015-10 |
| DIN EN 62314              | VDE 0435-202                  | 2007-04 | Halbleiterrelais -(IEC 62314:2006); Deutsche Fassung EN 62314:2006 |
| DIN EN 62246-1            | VDE 0435-205                  | 2015-11 | Reedschalter - Teil 1: Fachgrundspezifikation - (IEC 62246-1:2015); Deutsche Fassung EN 62246-1:2015 |
| DIN EN 61811-1            | VDE 0435-210                  | 2015-10 | Elektromechanische Telekom-Elementarrelais mit bewerteter Qualität - Teil 1: Fachgrundspezifikation und Bauartspezifikation - (IEC 61811-1:2015); Deutsche Fassung EN 61811-1:2015 |
| DIN EN 60255-1            | VDE 0435-300                  | 2010-09 | Messrelais und Schutzeinrichtungen - Teil 1: Allgemeine Anforderungen - (IEC 60255-1:2009); Deutsche Fassung EN 602551:2010 |
| DIN EN 60255-26           | VDE 0435-320                  | 2014-03 | Messrelais und Schutzeinrichtungen - Teil 26: Anforderungen an die elektromagnetische Verträglichkeit - (IEC 60255-26:2013); Deutsche Fassung EN 60255-26:2013 + AC:2013 |
| DIN EN 60255-26           | VDE 0435-320 Berichtigung 1   | 2014-12 | Berichtigung zu DIN EN 60255-26 (VDE 0435-320):2014-03 |
| DIN EN 60255-26           | VDE 0435-320 Berichtigung 2   | 2015-06 | Berichtigung zu DIN EN 60255-26 (VDE 0435-320):2014-03 |
| DIN EN 60255-27           | VDE 0435-327                  | 2014-11 | Messrelais und Schutzeinrichtungen - Teil 27: Anforderungen an die Produktsicherheit - (IEC 60255-27:2013); Deutsche Fassung EN 60255-27:2014 |
| DIN EN 50438              | VDE 0435-901                  | 2014-06 | Anforderungen für den Anschluss von Klein-Generatoren an das öffentliche Niederspannungsnetz; - Deutsche Fassung EN 50438:2013 |
| DIN EN 61812-1            | VDE 0435-2021                 | 2012-03 | Zeitrelais (Relais mit festgelegtem Zeitverhalten) für industrielle Anwendungen und für den Hausgebrauch - Teil 1: Anforderungen und Prüfungen - (IEC 61812-1:2011); Deutsche Fassung EN 61812-1:2011 |
| DIN EN 61812-1            | VDE 0435-2021 Berichtigung 1  | 2015-04 | Berichtigung zu DIN EN 61812-1 (VDE 0435-2021):2012-03 |
| DIN EN 61810-3            | VDE 0435-2022                 | 2016-01 | Elektromechanische Elementarrelais - Teil 3: Relais mit (mechanisch) zwangsgeführten Kontakten - (IEC 61810-3:2015); Deutsche Fassung EN 61810-3:2015 |
| DIN EN 60255-24           | VDE 0435-3040                 | 2002-04 | Elektrische Relais - Standardformat für den Austausch von transienten Daten elektrischer Energieversorgungsnetze (COMTRADE) - (IEC 60255-24:2001); Deutsche Fassung EN 60255-24:2001 |
| DIN EN 60255-121          | VDE 0435-3121                 | 2015-01 | Messrelais und Schutzeinrichtungen - Teil 121: Funktionsanforderungen für den Distanzschutz - (IEC 60255-121:2014); Deutsche Fassung EN 60255-121:2014 |
| DIN EN 60255-127          | VDE 0435-3127                 | 2014-09 | Messrelais und Schutzeinrichtungen - Teil 127: Funktionsnorm für Über-/Unterspannungsschutz - (IEC 60255-127:2010); Deutsche Fassung EN 60255-127:2014 |
| DIN EN 60255-149          | VDE 0435-3149                 | 2014-06 | Messrelais und Schutzeinrichtungen - Teil 149: Funktionsanforderungen an den thermischen Überlastschutz - (IEC 60255149:2013); Deutsche Fassung EN 60255-149:2013 |
| DIN EN 60255-151          | VDE 0435-3151                 | 2010-05 | Messrelais und Schutzeinrichtungen - Teil 151: Funktionsanforderungen für Über-/Unterstromschutz - (IEC 60255-151:2009); Deutsche Fassung EN 60255-151:2009 |
| DIN VDE 0441-1            | VDE 0441-1                    | 1985-07 | Prüfung von Kunststoff-Isolatoren für Betriebswechselspannungen über 1 kV - Prüfung von Werkstoffen für Freiluftisolatoren |
| DIN IEC 60660             | VDE 0441-3                    | 2000-12 | Isolatoren - Prüfungen an Innenraum-Stützisolatoren aus organischen Werkstoffen für Netze mit Nennspannungen über 1000 V bis kleiner 300 kV - (IEC 60660:1999) Deutsche Fassung EN 60660:1999 |
| DIN EN 61466-1            | VDE 0441-4                    | 1997-10 | Verbund-Kettenisolatoren für Freileitungen mit einer Nennspannung über 1 kV - Teil 1: Genormte Festigkeitsklassen und Endarmaturen - (IEC 61466-1:1997); Deutsche Fassung EN 61466-1:1997 |
| DIN EN 61466-1            | VDE 0441-4 Berichtigung 1     | 2010-02 | Berichtigung zu DIN EN 61466-1 (VDE 0441-4):1997-10; (IEC-Cor.:2007 zu IEC 61466-1:1997) |
| DIN EN 61466-2            | VDE 0441-5                    | 2002-12 | Verbund-Kettenisolatoren für Freileitungen mit einer Nennspannung über 1000 V - Maße und elektrische Kenngrößen - (IEC 61466-2:1998 + A1:2002); Deutsche Fassung EN 61466-2:1998 + A1:2002 |
| DIN EN 61109              | VDE 0441-100                  | 2009-06 | Isolatoren für Freileitungen - Verbund-Hänge- und -Abspannisolatoren für Wechselstromsysteme mit einer Nennspannung über 1 000 V – Begriffe, Prüfverfahren und Annahmekriterien - (IEC 61109:2008); Deutsche Fassung EN 61109:2008 |
| DIN EN 61462              | VDE 0441-102                  | 2008-06 | Verbundhohlisolatoren - Druckbeanspruchte und drucklose Isolatoren für den Einsatz in elektrischen Betriebsmitteln mit Bemessungsspannungen über 1 000 V – Begriffe, Prüfverfahren, Annahmekriterien und Konstruktionsempfehlungen - (IEC 61462:2007); Deutsche Fassung EN 61462:2007                                                                                       |
| DIN EN 61952              | VDE 0441-200                  | 2009-06 | Isolatoren für Freileitungen - Verbund-Freileitungsstützer für Wechselstromsysteme mit einer Nennspannung über 1 000 V – Begriffe, Prüfverfahren und Annahmekriterien - (IEC 61952:2008); Deutsche Fassung EN 61952:2008 |
| DIN EN 62217              | VDE 0441-1000                 | 2013-07 | Hochspannungs-Polymerisolatoren für Innenraum- und Freiluftanwendung - Allgemeine Begriffe, Prüfverfahren und Annahmekriterien - (IEC 62217:2012); Deutsche Fassung EN 62217:2013 |
| DIN EN 60383-1            | VDE 0446-1                    | 1997-05 | Isolatoren für Freileitungen mit einer Nennspannung über 1 kV - Keramik- oder Glas-Isolatoren für Wechselspannungssysteme - Begriffe, Prüfverfahren und Annahmekriterien - (IEC 60383-1:1993); Deutsche Fassung EN 60383-1:1996 |
| DIN EN 60383-1            | VDE 0446-1 Berichtigung 1     | 2001-08 | Berichtigungen zu Ausgabe 1997-05 |
| DIN VDE 0446-2            | VDE 0446-2                    | 1971-03 | Bestimmungen für Isolatoren für Freileitungen, Fahrleitungen und Fernmeldeleitungen - Bestimmungen für Isolatoren für Starkstrom-Freileitungen und Fahrleitungen bis 1000 V sowie für Fernmelde-Freileitungen |
| DIN VDE 0446-3            | VDE 0446-3                    | 1973-05 | Bestimmungen für Isolatoren für Freileitungen, Fahrleitungen und Fernmeldeleitungen - Bestimmungen für fest mit dem Isolierkörper verbundene Armaturen |
| DIN EN 60383-2            | VDE 0446-4                    | 1995-08 | Isolatoren für Freileitungen mit einer Nennspannung über 1000 V - Isolatorstränge und Isolatorketten für Wechselspannungssysteme - Begriffe, Prüfverfahren und Annahmekriterien - (IEC 60383-2:1993); Deutsche Fassung EN 603832:1995 |
| DIN EN 61325              | VDE 0446-5                    | 1996-04 | Isolatoren für Freileitungen mit einer Nennspannung über 1000 V - Keramik- oder Glasisolatoren für Gleichspannungssysteme - Begriffe, Prüfverfahren und Annahmekriterien - (IEC 61325:1995); Deutsche Fassung EN 61325:1995 |
| DIN EN 60305              | VDE 0446-6                    | 1996-10 | Isolatoren für Freileitungen mit einer Nennspannung über 1000 V - Keramik- oder Glas-Isolatoren für Wechselstromsysteme - Kenngrößen von Kappenisolatoren - (IEC 60305:1995); Deutsche Fassung EN 60305:1996 |
| DIN EN 60433              | VDE 0446-7                    | 1999-04 | Isolatoren für Freileitungen mit einer Nennspannung über 1 kV - Keramik-Isolatoren für Wechselspannungssysteme - Kenngrößen von Kettenisolatoren in Langstabausführung - (IEC 60433:1998); Deutsche Fassung EN 60433:1998 |
| DIN EN 61211              | VDE 0446-102                  | 2005-11 | Isolatoren aus keramischem Werkstoff oder Glas für Freileitungen mit einer Nennspannung über 1 kV - Stoßspannung-Durchschlagprüfungen unter Luftatmosphäre - (IEC 61211:2004); Deutsche Fassung EN 61211:2005 |
| DIN EN 61467              | VDE 0446-104                  | 2009-08 | Isolatoren für Freileitungen - Isolatorstränge und -ketten für Leitungen mit einer Nennspannung größer 1 000 V – WechselstromHochleistungs-Lichtbogenprüfungen - (IEC 61467:2008); Deutsche Fassung EN 61467:2008 |
| DIN EN 60507              | VDE 0448-1                    | 2014-09 | Fremdschichtprüfungen an Hochspannungs-Isolatoren aus Keramik und Glas zur Anwendung in Wechselspannungssystemen - (IEC 60507:2013); Deutsche Fassung EN 60507:2014 |
| DIN EN 60068-1            | VDE 0468-1                    | 2015-09 | Umgebungseinflüsse - Teil 1: Allgemeines und Leitfaden - (IEC 60068-1:2013); Deutsche Fassung EN 60068-1:2014 |
| DIN EN 60068-2-1          | VDE 0468-2-1                  | 2008-01 | Umgebungseinflüsse - Teil 2-1: Prüfverfahren – Prüfung A: Kälte - (IEC 60068-2-1:2007); Deutsche Fassung EN 60068-2-1:2007 |
| DIN EN 60068-2-2          | VDE 0468-2-2                  | 2008-05 | Umgebungseinflüsse - Teil 2-2: Prüfverfahren – Prüfung B: Trockene Wärme - (IEC 60068-2-2:2007); Deutsche Fassung EN 60068-2-2:2007 |
| DIN EN 60068-2-5          | VDE 0468-2-5                  | 2011-10 | Umgebungseinflüsse - Teil 2-5: Prüfverfahren – Prüfung Sa: Nachgebildete Sonnenbestrahlung in Bodennähe und Leitfaden zur Sonnenstrahlung - (IEC 60068-2-5:2010 + corrigendum Dec. 2010); Deutsche Fassung EN 60068-2-5:2011 |
| DIN EN 60068-2-6          | VDE 0468-2-6                  | 2008-10 | Umgebungseinflüsse - Teil 2-6: Prüfverfahren – Prüfung Fc: Schwingen (sinusförmig) - (IEC 60068-2-6:2007); Deutsche Fassung EN 60068-2-6:2008 |
| DIN EN 60068-2-14         | VDE 0468-2-14                 | 2010-04 | Umgebungseinflüsse - Teil 2-14: Prüfverfahren – Prüfung N: Temperaturwechsel - (IEC 60068-2-14:2009); Deutsche Fassung EN 60068-2-14:2009 |
| DIN EN 60068-2-27         | VDE 0468-2-27                 | 2010-02 | Umgebungseinflüsse - Teil 2-27: Prüfverfahren – Prüfung Ea und Leitfaden: Schocken - (IEC 60068-2-27:2008); Deutsche Fassung EN 60068-2-27:2009 |
| DIN EN 60068-2-31         | VDE 0468-2-31                 | 2009-04 | Umgebungseinflüsse - Teil 2-31: Prüfverfahren – Prüfung Ec: Schocks durch raue Handhabung, vornehmlich für Geräte - (IEC 60068-2-31:2008); Deutsche Fassung EN 60068-2-31:2008 |
| DIN EN 60068-2-38         | VDE 0468-2-38                 | 2010-06 | Umgebungseinflüsse - Teil 2-38: Prüfverfahren – Prüfung Z/AD: Zusammengesetzte Prüfung, Temperatur/Feuchte, zyklisch - (IEC 60068-2-38:2009); Deutsche Fassung EN 60068-2-38:2009 |
| DIN EN 60068-2-53         | VDE 0468-2-53                 | 2011-02 | Umgebungseinflüsse - Teil 2-53: Prüfverfahren – Prüfungen und Leitfaden – Kombinierte klimatische (Temperatur/Feuchte) und dynamische (Schwingung/Schock) Prüfungen - (IEC 60068-2-53:2010); Deutsche Fassung EN 60068-2-53:2010 |
| DIN EN 60068-2-55         | VDE 0468-2-55                 | 2014-10 | Umgebungseinflüsse - Teil 2-55: Prüfverfahren – Prüfung Ee und Leitfaden: Prüfung loser Packstücke einschließlich Prellen - (IEC 60068-2-55:2013); Deutsche Fassung EN 60068-2-55:2013 |
| DIN EN 60068-2-57         | VDE 0468-2-57                 | 2015-10 | Umgebungseinflüsse - Teil 2-57: Prüfungen – Prüfung Ff: Schwingen – Zeitverlaufverfahren und Sinusimpulse - (IEC 60068-257:2013); Deutsche Fassung EN 60068-2-57:2013 |
| DIN EN 60068-2-58         | VDE 0468-2-58                 | 2016-01 | Umweltprüfungen - Teil 2-58: Prüfungen – Prüfung Td: Prüfverfahren für Lötbarkeit, Widerstandsfähigkeit gegenüber Auflösen der Metallisierung und Lötwärmebeständigkeit bei oberflächenmontierbaren Bauelementen (SMD) - (IEC 60068-2-58:2015); Deutsche Fassung EN 60068-2-58:2015                                                                                         |
| DIN EN 60068-2-60         | VDE 0468-2-60                 | 2016-06 | Umgebungseinflüsse - Teil 2-60: Prüfungen – Prüfung Ke: Korrosionsprüfung mit strömendem Mischgas - (IEC 60068-2-60:2015); Deutsche Fassung EN 60068-2-60:2015 |
| DIN EN 60068-2-64         | VDE 0468-2-64                 | 2009-04 | Umgebungseinflüsse - Teil 2-64: Prüfverfahren – Prüfung Fh: Schwingen, Breitbandrauschen (digital geregelt) und Leitfaden - (IEC 60068-2-64:2008); Deutsche Fassung EN 60068-2-64:2008 |
| DIN EN 60068-2-65         | VDE 0468-2-65                 | 2015-08 | Umgebungseinflüsse - Teil 2-65: Prüfverfahren – Prüfung Fg: Schwingen – Akustisch angeregt - (IEC 60068-2-65:2013); Deutsche Fassung EN 60068-2-65:2013 |
| DIN EN 60068-2-75         | VDE 0468-2-75                 | 2015-08 | Umgebungseinflüsse - Teil 2-75: Prüfungen – Prüfung Eh: Hammerprüfungen - (IEC 60068-2-75:2014); Deutsche Fassung EN 60068-2-75:2014 |
| DIN EN 60068-2-78         | VDE 0468-2-78                 | 2014-02 | Umgebungseinflüsse - Teil 2-78: Prüfverfahren – Prüfung Cab: Feuchte Wärme, konstant - (IEC 60068-2-78:2012); Deutsche Fassung EN 60068-2-78:2013 |
| DIN EN 60068-3-1          | VDE 0468-3-1                  | 2012-04 | Umgebungseinflüsse - Teil 3-1: Unterstützende Dokumentation und Leitfaden – Prüfverfahren Kälte und trockene Wärme - (IEC 60068-3-1:2011); Deutsche Fassung EN 60068-3-1:2011 |
| DIN EN 60068-3-11         | VDE 0468-3-11                 | 2008-03 | Umgebungseinflüsse - Teil 3-11: Unterstützende Dokumentation und Leitfaden – Berechnung der Messunsicherheit von Umgebungsbedingungen in Klimaprüfkammern - (IEC 60068-3-11:2007); Deutsche Fassung EN 60068-3-11:2007 |
| DIN EN 60721-2-1          | VDE 0468-721-2-1              | 2015-10 | Klassifizierung von Umgebungsbedingungen - Teil 2-1: Natürliche Umgebungsbedingungen – Temperatur und Luftfeuchte - (IEC 60721-2-1:2013); Deutsche Fassung EN 60721-2-1:2014 |
| DIN EN 60721-2-2          | VDE 0468-721-2-2              | 2016-04 | Klassifizierung von Umgebungsbedingungen - Teil 2-2: Natürliche Umgebungsbedingungen – Niederschlag und Wind - (IEC 60721-2-2:2012); Deutsche Fassung EN 60721-2-2:2013 |
| DIN EN 60721-2-3          | VDE 0468-721-2-3              | 2015-10 | Klassifizierung von Umgebungsbedingungen - Teil 2-3: Natürliche Umgebungsbedingungen – Luftdruck - (IEC 60721-2-3:2013); Deutsche Fassung EN 60721-2-3:2014 |
| DIN EN 60721-2-9          | VDE 0468-721-2-9              | 2015-09 | Klassifizierung von Umgebungsbedingungen - Teil 2-9: Natürliche Einflüsse – Beschreibung von Umgebungsbedingungen aus gemessenen Stoß- und Schwingungsdaten – Lagerung, Transport und Einsatz - (IEC 60721-2-9:2014); Deutsche Fassung EN 60721-2-9:2014 |
| DIN EN 60529              | VDE 0470-1                    | 2014-09 | Schutzarten durch Gehäuse (IP-Code) - (IEC 60529:1989 + A1:1999 + A2:2013); Deutsche Fassung EN 60529:1991 + A1:2000 + A2:2013 |
| DIN EN 61032              | VDE 0470-2                    | 1998-10 | Schutz von Personen und Ausrüstung durch Gehäuse - Prüfsonden zum Nachweis - (IEC 61032:1997); Deutsche Fassung EN 61032:1998 |
| DIN EN 50102              | VDE 0470-100                  | 1997-09 | Schutzarten durch Gehäuse für elektrische Betriebsmittel (Ausrüstung) gegen äußere mechanische Beanspruchungen (IK-Code) - Deutsche Fassung EN 50102:1995 |
| DIN EN 50102/A1           | VDE 0470-100/A1               | 1999-06 | Schutzarten durch Gehäuse für elektrische Betriebsmittel (Ausrüstung) gegen äußere mechanische Beanspruchungen (IK-Code) - Deutsche Fassung EN 50102:1995/A1:1998 |
| DIN EN 60695-1-10         | VDE 0471-1-10                 | 2010-12 | Prüfungen zur Beurteilung der Brandgefahr - Teil 1-10: Anleitung zur Beurteilung der Brandgefahr von elektrotechnischen Erzeugnissen – Allgemeiner Leitfaden - (IEC 60695-1-10:2009); Deutsche Fassung EN 60695-1-10:2010 |
| DIN EN 60695-1-11         | VDE 0471-1-11                 | 2016-05 | Prüfungen zur Beurteilung der Brandgefahr - Teil 1-11: Anleitung zur Beurteilung der Brandgefahr von elektrotechnischen Erzeugnissen – Beurteilung der Brandgefahr - (IEC 60695-1-11:2014); Deutsche Fassung EN 60695-1-11:2015 |
| DIN EN 60695-1-30         | VDE 0471-1-30                 | 2009-06 | Prüfungen zur Beurteilung der Brandgefahr - Teil 1-30: Anleitung zur Beurteilung der Brandgefahr von elektrotechnischen Erzeugnissen – Anwendung von Vorauswahlverfahren – Allgemeiner Leitfaden - (IEC 60695-1-30:2008); Deutsche Fassung EN 60695-1-30:2008 |
| DIN EN 60695-1-40         | VDE 0471-1-40                 | 2014-10 | Prüfungen zur Beurteilung der Brandgefahr - Teil 1-40: Anleitung zur Beurteilung der Brandgefahr von elektrotechnischen Erzeugnissen – Isolierflüssigkeit - (IEC 60695-1-40:2013); Deutsche Fassung EN 60695-1-40:2014 |
| DIN EN 60695-2-10         | VDE 0471-2-10                 | 2014-04 | Prüfungen zur Beurteilung der Brandgefahr - Teil 2-10: Prüfverfahren mit dem Glühdraht – Glühdrahtprüfeinrichtung und allgemeines Prüfverfahren - (IEC 60695-2-10:2013); Deutsche Fassung EN 60695-2-10:2013 |
| DIN EN 60695-2-11         | VDE 0471-2-11                 | 2014-11 | Prüfungen zur Beurteilung der Brandgefahr - Teil 2-11: Prüfverfahren mit dem Glühdraht – Prüfung mit dem Glühdraht zur Entflammbarkeit von Enderzeugnissen (GWEPT) - (IEC 60695-2-11:2014); Deutsche Fassung EN 60695-2-11:2014 |
| DIN EN 60695-2-12         | VDE 0471-2-12                 | 2015-01 | Prüfungen zur Beurteilung der Brandgefahr - Teil 2-12: Prüfverfahren mit dem Glühdraht – Prüfung mit dem Glühdraht zur Entflammbarkeit (GWFI) von Werkstoffen - (IEC 60695-2-12:2010 + A1:2014); Deutsche Fassung EN 60695-2-12:2010 + A1:2014 |
| DIN EN 60695-2-13         | VDE 0471-2-13                 | 2015-01 | Prüfungen zur Beurteilung der Brandgefahr - Teil 2-13: Prüfverfahren mit dem Glühdraht – Prüfung mit dem Glühdraht zur Entzündbarkeit (GWIT) von Werkstoffen - (IEC 60695-2-13:2010 + Cor.:2012 + A1:2014); Deutsche Fassung EN 60695-213:2010 + A1:2014 |
| DIN EN 60695-4            | VDE 0471-4                    | 2013-05 | Prüfungen zur Beurteilung der Brandgefahr - Teil 4: Terminologie der Brandprüfungen elektrotechnischer Produkte - (IEC 606954:2012); Deutsche Fassung EN 60695-4:2012 |
| DIN EN 60695-5-1          | VDE 0471-5-1                  | 2003-09 | Prüfungen zur Beurteilung der Brandgefahr - Teil 5-1: Korrosionsschädigung durch Rauch und/oder Brandgase - Allgemeiner Leitfaden - (IEC 60695-5-1:2002); Deutsche Fassung EN 60695-5-1:2003 |
| DIN EN 60695-6-1          | VDE 0471-6-1                  | 2011-09 | Prüfungen zur Beurteilung der Brandgefahr - Teil 6-1: Sichtminderung durch Rauch – Allgemeiner Leitfaden - (IEC 60695-61:2005 + A1:2010); Deutsche Fassung EN 60695-6-1:2005 + A1:2010 |
| DIN EN 60695-6-2          | VDE 0471-6-2                  | 2014-05 | Prüfungen zur Beurteilung der Brandgefahr - Teil 6-2: Sichtminderung durch Rauch – Zusammenfassung und Anwendbarkeit von Prüfverfahren - (IEC 60695-6-2:2011); Deutsche Fassung EN 60695-6-2:2011 |
| DIN EN 60695-7-1          | VDE 0471-7-1                  | 2011-06 | Prüfungen zur Beurteilung der Brandgefahr - Teil 7-1: Toxizität von Rauch und/oder Brandgasen – Allgemeiner Leitfaden -(IEC 60695-7-1:2010); Deutsche Fassung EN 60695-7-1:2010 |
| DIN EN 60695-7-2          | VDE 0471-7-2                  | 2013-05 | Prüfungen zur Beurteilung der Brandgefahr - Teil 7-2: Toxizität von Rauch und/oder Brandgasen – Auswertung und Sachdienlichkeit von Prüfverfahren - (IEC 60695-7-2:2011); Deutsche Fassung EN 60695-7-2:2011 |
| DIN EN 60695-7-3          | VDE 0471-7-3                  | 2013-05 | Prüfungen zur Beurteilung der Brandgefahr - Teil 7-3: Toxizität von Rauch und/oder Brandgasen – Anwendung und Beurteilung von Prüfergebnissen - (IEC 60695-7-3:2011); Deutsche Fassung EN 60695-7-3:2011 |
| DIN EN 60695-8-1          | VDE 0471-8-1                  | 2008-12 | Prüfungen zur Beurteilung der Brandgefahr - Teil 8-1: Wärmefreisetzung – Allgemeiner Leitfaden - (IEC 60695-8-1:2008); Deutsche Fassung EN 60695-8-1:2008 |
| DIN EN 60695-9-1          | VDE 0471-9-1                  | 2014-06 | Prüfungen zur Beurteilung der Brandgefahr - Teil 9-1: Flammenausbreitung auf Oberflächen – Allgemeiner Leitfaden - (IEC 606959-1:2013); Deutsche Fassung EN 60695-9-1:2013 |
| DIN EN 60695-9-2          | VDE 0471-9-2                  | 2014-12 | Prüfungen zur Beurteilung der Brandgefahr - Teil 9-2: Flammenausbreitung auf Oberflächen – Zusammenfassung und Anwendbarkeit der Prüfverfahren - (IEC 60695-9-2:2014); Deutsche Fassung EN 60695-9-2:2014 |
| DIN EN 60695-10-2         | VDE 0471-10-2                 | 2016-01 | Prüfungen zur Beurteilung der Brandgefahr - Teil 10-2: Unübliche Wärme – Kugeldruckprüfung - (IEC 60695-10-2:2014); Deutsche Fassung EN 60695-10-2:2014 |
| DIN EN 60695-10-3         | VDE 0471-10-3                 | 2003-05 | Prüfungen zur Beurteilung der Brandgefahr - Unübliche Wärme - Prüfung auf Verformung durch Abbau von Formspannungen - (IEC 60695-10-3:2002); Deutsche Fassung EN 60695-10-3:2002 |
| DIN EN 60695-11-2         | VDE 0471-11-2                 | 2014-10 | Prüfungen zur Beurteilung der Brandgefahr - Teil 11-2: Prüfflammen – 1-kW-Flamme mit Gas-Luft-Gemisch: Prüfeinrichtung und Leitfaden - (IEC 60695-11-2:2013); Deutsche Fassung EN 60695-11-2:2014 |
| DIN EN 60695-11-3         | VDE 0471-11-3                 | 2014-10 | Prüfungen zur Beurteilung der Brandgefahr - Teil 11-3: Prüfflammen – 500-W-Prüfflamme – Prüfeinrichtungen und Prüfverfahren zur Bestätigung - (IEC 60695-11-3:2012); Deutsche Fassung EN 60695-11-3:2012 |
| DIN EN 60695-11-4         | VDE 0471-11-4                 | 2013-05 | Prüfungen zur Beurteilung der Brandgefahr - Teil 11-4: Prüfflammen – 50-W-Prüfflamme – Prüfeinrichtungen und Prüfverfahren zur Bestätigung - (IEC 60695-11-4:2011); Deutsche Fassung EN 60695-11-4:2011 |
| DIN EN 60695-11-5         | VDE 0471-11-5                 | 2005-11 | Prüfungen zur Beurteilung der Brandgefahr - Teil 11-5: Prüfflammen - Prüfverfahren mit der Nadelflamme - Versuchsaufbau, Vorkehrungen zur Bestätigungsprüfung und Leitfaden - (IEC 60695-11-5:2004); Deutsche Fassung EN 60695-11-5:2005 |
| DIN EN 60695-11-10        | VDE 0471-11-10                | 2014-10 | Prüfungen zur Beurteilung der Brandgefahr - Teil 11-10: Prüfflammen – Prüfverfahren mit einer 50-W-Prüfflamme horizontal und vertikal - (IEC 60695-11-10:2013); Deutsche Fassung EN 60695-11-10:2013 |
| DIN EN 60695-11-10        | VDE 0471-11-10 Berichtigung 1 | 2015-10 | Berichtigung zu DIN EN 60695-11-10 (VDE 0471-11-10):2014-10; (IEC-Cor.:2014 zu IEC 60695-11-10:2013) |
| DIN IEC/TS 60695-11-11    | VDE V 0471-11-11              | 2016-07 | Prüfungen zur Beurteilung der Brandgefahr - Teil 11-11: Prüfflammen – Bestimmung der charakteristischen Wärmestromdichte zur Entzündung durch eine Zündquelle ohne direkten Kontakt - (IEC/TS 60695-11-11:2016) |
| DIN EN 60695-11-20        | VDE 0471-11-20                | 2016-04 | Prüfungen zur Beurteilung der Brandgefahr - Teil 11-20: Prüfflammen – Prüfverfahren mit einer 500-W-Prüfflamme - (IEC 6069511-20:2015 + COR1:2016); Deutsche Fassung EN 60695-11-20:2015 + AC:2016 |
| DIN VDE 0472              | VDE 0472 Beiblatt 1           | 2005-02 | Prüfung an Kabeln und isolierten Leitungen - Verzeichnis der Normen der Reihe DIN VDE 0472 (VDE 0472) |
| DIN VDE 0472-1            | VDE 0472-1                    | 1987-06 | Prüfung an Kabeln und isolierten Leitungen - Allgemeines |
| DIN 57472-401             | VDE 0472-401                  | 1984-06 | Prüfung an Kabeln und isolierten Leitungen - Außenmaße |
| DIN 57472-402             | VDE 0472-402                  | 1984-05 | Prüfung an Kabeln und isolierten Leitungen - Wanddicke sowie Dicke von Bewehrungsdrähten und -bändern |
| DIN 57472-505             | VDE 0472-505                  | 1983-04 | Prüfung an Kabeln und isolierten Leitungen - Verlustfaktor, dielektrische Verlustzahl und Ableitung |
| DIN 57472-506             | VDE 0472-506                  | 1983-04 | Prüfung an Kabeln und isolierten Leitungen - Kopplungen |
| DIN 57472-507             | VDE 0472-507                  | 1983-04 | Prüfung an Kabeln und isolierten Leitungen - Reduktionsfaktor |
| DIN VDE 0472-509          | VDE 0472-509                  | 1986-10 | Prüfung an Kabeln und isolierten Leitungen - Spannungsfestigkeit von Kabeln, Leitungen und Schnüren für Fernmelde- und Informationsverarbeitungsanlagen |
| DIN VDE 0472-512          | VDE 0472-512                  | 1985-05 | Prüfung an Kabeln und isolierten Leitungen - Widerstand zwischen Schutzleiter und Leitschicht |
| DIN VDE 0472-603          | VDE 0472-603                  | 1989-07 | Prüfung an Kabeln und isolierten Leitungen - Biegeverhalten |
| DIN VDE 0472-604          | VDE 0472-604                  | 1985-05 | Prüfung an Kabeln und isolierten Leitungen - Dichtheit von Kabelmänteln |
| DIN VDE 0472-605          | VDE 0472-605                  | 1985-01 | Prüfung an Kabeln und isolierten Leitungen - Abrieb |
| DIN VDE 0472-613          | VDE 0472-613                  | 1985-11 | Prüfung an Kabeln und isolierten Leitungen - Weiterreißwiderstand |
| DIN 57472-619             | VDE 0472-619                  | 1983-01 | Prüfung an Kabeln und isolierten Leitungen - Kerbkraft |
| DIN 57472-621             | VDE 0472-621                  | 1983-01 | Prüfung an Kabeln und isolierten Leitungen - Kristallit-Schmelzpunkt |
| DIN 57472-623             | VDE 0472-623                  | 1983-01 | Prüfung an Kabeln und isolierten Leitungen - Bruchdehnung des Kupferleiters |
| DIN 57472-625             | VDE 0472-625                  | 1983-01 | Prüfung an Kabeln und isolierten Leitungen - Zug- und Dehnungsverhalten von Zugentlastungselementen |
| DIN 57472-626             | VDE 0472-626                  | 1983-01 | Prüfung an Kabeln und isolierten Leitungen - Reißlänge |
| DIN VDE 0472-705          | VDE 0472-705                  | 1987-01 | Prüfung an Kabeln und isolierten Leitungen - Indirekte Rußbestimmung bei PVC-Mänteln |
| DIN VDE 0472-801          | VDE 0472-801                  | 1986-03 | Prüfung an Kabeln und isolierten Leitungen - Verzinkungsgüte |
| DIN VDE 0472-805          | VDE 0472-805                  | 1994-01 | Prüfung an Kabeln und isolierten Leitungen - Ozonbeständigkeit |
| DIN 57472-808             | VDE 0472-808                  | 1984-02 | Prüfung an Kabeln und isolierten Leitungen - Verzinnbarkeit, Lötbarkeit und Lötschrumpfung |
| DIN 57472-812             | VDE 0472-812                  | 1984-02 | Prüfung an Kabeln und isolierten Leitungen - Porenfreiheit von metallenen Überzügen |
| DIN VDE 0472-814          | VDE 0472-814                  | 1991-01 | Prüfung an Kabeln und isolierten Leitungen - Isolationserhalt bei Flammeneinwirkung |
| DIN VDE 0472-815          | VDE 0472-815                  | 1989-03 | Prüfung an Kabeln und isolierten Leitungen - Halogenfreiheit |
| DIN EN 60229              | VDE 0473-229                  | 2009-04 | Starkstromkabel - Prüfungen an extrudierten Außenmänteln mit besonderer Schutzfunktion - (IEC 60229:2007); Deutsche Fassung EN 60229:2008 |
| DIN EN 50396              | VDE 0473-396                  | 2006-07 | Nicht-elektrische Prüfverfahren für Niederspannungskabel und -leitungen; - Deutsche Fassung EN 50396:2005 |
| DIN EN 50396/A1           | VDE 0473-396/A1               | 2012-03 | Nicht-elektrische Prüfverfahren für Niederspannungskabel und -leitungen; - Deutsche Fassung EN 50396:2005/A1:2011 |
| DIN EN 50414              | VDE 0473-414                  | 2007-03 | Prüfverfahren für die Analyse von Blei in PVC entnommen aus Isolierung und Mantel von Kabeln, isolierten Leitungen und Lichtwellenleiterkabeln - Verfahren A: Bestimmung des Gesamtbleigehalts mit der Flammen-Atomabsorptionsspektrometrie - Verfahren B: Qualitative Analyse des Bleigehalts durch Bleisulfidverfärbung; - Deutsche Fassung EN 50414:2006                 |
| DIN EN 50497              | VDE 0473-497                  | 2008-11 | Empfohlenes Prüfverfahren zur Einschätzung des Risikos von Weichmacherausschwitzungen bei PVC-isolierten und ummantelten Kabeln und Leitungen; - Deutsche Fassung EN 50497:2007 |
| DIN EN 60811-100          | VDE 0473-811-100              | 2012-12 | Kabel, isolierte Leitungen und Glasfaserkabel – Prüfverfahren für nichtmetallene Werkstoffe - Teil 100: Allgemeines - (IEC 60811100:2012); Deutsche Fassung EN 60811-100:2012 |
| DIN EN 60811-201          | VDE 0473-811-201              | 2012-12 | Kabel, isolierte Leitungen und Glasfaserkabel – Prüfverfahren für nichtmetallene Werkstoffe - Teil 201: Allgemeine Prüfungen – Messung der Wanddicke von Isolierhüllen - (IEC 60811-201:2012); Deutsche Fassung EN 60811-201:2012 |
| DIN EN 60811-202          | VDE 0473-811-202              | 2012-12 | Kabel, isolierte Leitungen und Glasfaserkabel – Prüfverfahren für nichtmetallene Werkstoffe - Teil 202: Allgemeine Prüfungen – Messung der Wanddicke von nichtmetallenen Mänteln - (IEC 60811-202:2012); Deutsche Fassung EN 60811-202:2012 |
| DIN EN 60811-203          | VDE 0473-811-203              | 2012-12 | Kabel, isolierte Leitungen und Glasfaserkabel – Prüfverfahren für nichtmetallene Werkstoffe - Teil 203: Allgemeine Prüfungen – Messung der Außenmaße - (IEC 60811-203:2012); Deutsche Fassung EN 60811-203:2012 |
| DIN EN 60811-301          | VDE 0473-811-301              | 2012-12 | Kabel, isolierte Leitungen und Glasfaserkabel – Prüfverfahren für nichtmetallene Werkstoffe - Teil 301: Elektrische Prüfungen – Messung der Dielektrizitätskonstanten von Füllmassen bei 23 °C - (IEC 60811-301:2012); Deutsche Fassung EN 60811-301:2012 |
| DIN EN 60811-302          | VDE 0473-811-302              | 2012-12 | Kabel, isolierte Leitungen und Glasfaserkabel – Prüfverfahren für nichtmetallene Werkstoffe - Teil 302: Elektrische Prüfungen – Messung des Gleichstromwiderstands von Füllmassen bei 23 °C und bei 100 °C - (IEC 60811-302:2012); Deutsche Fassung EN 60811-302:2012 |
| DIN EN 60811-401          | VDE 0473-811-401              | 2012-12 | Kabel, isolierte Leitungen und Glasfaserkabel – Prüfverfahren für nichtmetallene Werkstoffe - Teil 401: Sonstige Prüfungen – Thermische Alterungsverfahren – Alterung im Wärmeschrank - (IEC 60811-401:2012); Deutsche Fassung EN 60811-401:2012 |
| DIN EN 60811-402          | VDE 0473-811-402              | 2012-12 | Kabel, isolierte Leitungen und Glasfaserkabel – Prüfverfahren für nichtmetallene Werkstoffe - Teil 402: Sonstige Prüfungen – Wasseraufnahmeprüfungen - (IEC 60811-402:2012); Deutsche Fassung EN 60811-402:2012 |
| DIN EN 60811-403          | VDE 0473-811-403              | 2012-12 | Kabel, isolierte Leitungen und Glasfaserkabel – Prüfverfahren für nichtmetallene Werkstoffe - Teil 403: Sonstige Prüfungen – Prüfung der Ozonbeständigkeit für vernetzte Mischungen - (IEC 60811-403:2012); Deutsche Fassung EN 60811-403:2012 |
| DIN EN 60811-404          | VDE 0473-811-404              | 2012-12 | Kabel, isolierte Leitungen und Glasfaserkabel – Prüfverfahren für nichtmetallene Werkstoffe - Teil 404: Sonstige Prüfungen – Ölbeständigkeitsprüfungen für Mäntel - (IEC 60811-404:2012); Deutsche Fassung EN 60811-404:2012 |
| DIN EN 60811-405          | VDE 0473-811-405              | 2012-12 | Kabel, isolierte Leitungen und Glasfaserkabel – Prüfverfahren für nichtmetallene Werkstoffe - Teil 405: Sonstige Prüfungen – Prüfung der thermischen Stabilität von PVC-Isolierhüllen und PVC-Mänteln - (IEC 60811-405:2012); Deutsche Fassung EN 60811-405:2012 |
| DIN EN 60811-406          | VDE 0473-811-406              | 2012-12 | Kabel, isolierte Leitungen und Glasfaserkabel – Prüfverfahren für nichtmetallene Werkstoffe - Teil 406: Sonstige Prüfungen – Prüfung der Spannungsrissbeständigkeit von Polyethylen- und Polypropylenmischungen - (IEC 60811-406:2012); Deutsche Fassung EN 60811-406:2012                                                                                                  |
| DIN EN 60811-407          | VDE 0473-811-407              | 2012-12 | Kabel, isolierte Leitungen und Glasfaserkabel – Prüfverfahren für nichtmetallene Werkstoffe - Teil 407: Sonstige Prüfungen – Messung der Masseaufnahme von Polyethylen- und Polypropylenmischungen - (IEC 60811-407:2012); Deutsche Fassung EN 60811-407:2012 |
| DIN EN 60811-408          | VDE 0473-811-408              | 2012-12 | Kabel, isolierte Leitungen und Glasfaserkabel – Prüfverfahren für nichtmetallene Werkstoffe - Teil 408: Sonstige Prüfungen – Langzeit(Lebensdauer)-Prüfung für Polyethylen- und Polypropylenmischungen - (IEC 60811-408:2012); Deutsche Fassung EN 60811-408:2012 |
| DIN EN 60811-409          | VDE 0473-811-409              | 2012-12 | Kabel, isolierte Leitungen und Glasfaserkabel – Prüfverfahren für nichtmetallene Werkstoffe - - Teil 409: Sonstige Prüfungen – Prüfung des Masseverlusts von thermoplastischen Isolierhüllen und Mänteln - (IEC 60811-409:2012); Deutsche Fassung EN 60811-409:2012 |
| DIN EN 60811-410          | VDE 0473-811-410              | 2012-12 | Kabel, isolierte Leitungen und Glasfaserkabel – Prüfverfahren für nichtmetallene Werkstoffe - Teil 410: Sonstige Prüfungen – Prüfverfahren für die Sauerstoffalterung unter Kupfereinfluss für polyolefinisolierte Leiter - (IEC 60811-410:2012); Deutsche Fassung EN 60811-410:2012                                                                                        |
| DIN EN 60811-411          | VDE 0473-811-411              | 2012-12 | Kabel, isolierte Leitungen und Glasfaserkabel – Prüfverfahren für nichtmetallene Werkstoffe - Teil 411: Sonstige Prüfungen – Kälterissbeständigkeit von Füllmassen - (IEC 60811-411:2012); Deutsche Fassung EN 60811-411:2012 |
| DIN EN 60811-412          | VDE 0473-811-412              | 2012-12 | Kabel, isolierte Leitungen und Glasfaserkabel – Prüfverfahren für nichtmetallene Werkstoffe - Teil 412: Sonstige Prüfungen – Thermische Alterungsverfahren – Alterung in einer Druckkammer - (IEC 60811-412:2012); Deutsche Fassung EN 60811-412:2012 |
| DIN EN 60811-501          | VDE 0473-811-501              | 2012-12 | Kabel, isolierte Leitungen und Glasfaserkabel – Prüfverfahren für nichtmetallene Werkstoffe - Teil 501: Mechanische Prüfungen – Prüfungen zur Bestimmung der mechanischen Eigenschaften von Isolier- und Mantelwerkstoffen - (IEC 60811-501:2012); Deutsche Fassung EN 60811-501:2012                                                                                       |
| DIN EN 60811-502          | VDE 0473-811-502              | 2012-12 | Kabel, isolierte Leitungen und Glasfaserkabel -–Prüfverfahren für nichtmetallene Werkstoffe - Teil 502: Mechanische Prüfungen – Schrumpfungsprüfung für Isolierhüllen - (IEC 60811-502:2012); Deutsche Fassung EN 60811-502:2012 |
| DIN EN 60811-503          | VDE 0473-811-503              | 2012-12 | Kabel, isolierte Leitungen und Glasfaserkabel – Prüfverfahren für nichtmetallene Werkstoffe - Teil 503: Mechanische Prüfungen – Schrumpfungsprüfung für Mäntel - (IEC 60811-503:2012); Deutsche Fassung EN 60811-503:2012 |
| DIN EN 60811-504          | VDE 0473-811-504              | 2012-12 | Kabel, isolierte Leitungen und Glasfaserkabel – Prüfverfahren für nichtmetallene Werkstoffe - Teil 504: Mechanische Prüfungen – Biegeprüfungen bei niedriger Temperatur für Isolierhüllen und Mäntel - (IEC 60811-504:2012); Deutsche Fassung EN 60811504:2012 |
| DIN EN 60811-505          | VDE 0473-811-505              | 2012-12 | Kabel, isolierte Leitungen und Glasfaserkabel – Prüfverfahren für nichtmetallene Werkstoffe - Teil 505: Mechanische Prüfungen – Dehnungsprüfungen bei niedriger Temperatur für Isolierhüllen und Mäntel - (IEC 60811-505:2012); Deutsche Fassung EN 60811505:2012 |
| DIN EN 60811-506          | VDE 0473-811-506              | 2012-12 | Kabel, isolierte Leitungen und Glasfaserkabel – Prüfverfahren für nichtmetallene Werkstoffe - Teil 506: Mechanische Prüfungen – Schlagprüfungen bei niedriger Temperatur für Isolierhüllen und Mäntel - (IEC 60811-506:2012); Deutsche Fassung EN 60811506:2012 |
| DIN EN 60811-507          | VDE 0473-811-507              | 2012-12 | Kabel, isolierte Leitungen und Glasfaserkabel – Prüfverfahren für nichtmetallene Werkstoffe - Teil 507: Mechanische Prüfungen – Wärmedehnungsprüfung für vernetzte Werkstoffe - (IEC 60811-507:2012); Deutsche Fassung EN 60811-507:2012 |
| DIN EN 60811-508          | VDE 0473-811-508              | 2012-12 | Kabel, isolierte Leitungen und Glasfaserkabel – Prüfverfahren für nichtmetallene Werkstoffe - Teil 508: Mechanische Prüfungen – Wärmedruckprüfungen für Isolierhüllen und Mäntel - (IEC 60811-508:2012); Deutsche Fassung EN 60811-508:2012 |
| DIN EN 60811-509          | VDE 0473-811-509              | 2012-12 | Kabel, isolierte Leitungen und Glasfaserkabel – Prüfverfahren für nichtmetallene Werkstoffe - Teil 509: Mechanische Prüfungen – Prüfung der Rissbeständigkeit von Isolierhüllen und Mänteln (Wärmeschock-Prüfung) - (IEC 60811-509:2012); Deutsche Fassung EN 60811-509:2012                                                                                                |
| DIN EN 60811-510          | VDE 0473-811-510              | 2012-12 | Kabel, isolierte Leitungen und Glasfaserkabel – Prüfverfahren für nichtmetallene Werkstoffe - Teil 510: Mechanische Prüfungen – Verfahren speziell für Polyethylen- und Polypropylenmischungen – Wickelprüfung nach thermischer Alterung in Luft - (IEC 60811510:2012); Deutsche Fassung EN 60811-510:2012                                                                  |
| DIN EN 60811-511          | VDE 0473-811-511              | 2012-12 | Kabel, isolierte Leitungen und Glasfaserkabel – Prüfverfahren für nichtmetallene Werkstoffe - Teil 511: Mechanische Prüfungen – Messung des Schmelzindex von Polyethylenmischungen - (IEC 60811-511:2012); Deutsche Fassung EN 60811-511:2012 |
| DIN EN 60811-512          | VDE 0473-811-512              | 2012-12 | Kabel, isolierte Leitungen und Glasfaserkabel – Prüfverfahren für nichtmetallene Werkstoffe - Teil 512: Mechanische Prüfungen – Verfahren speziell für Polyethylen- und Polypropylenmischungen – Zugfestigkeit und Reißdehnung nach Vorbehandlung bei erhöhter Temperatur - (IEC 60811-512:2012); Deutsche Fassung EN 60811-512:2012                                        |
| DIN EN 60811-513          | VDE 0473-811-513              | 2012-12 | Kabel, isolierte Leitungen und Glasfaserkabel – Prüfverfahren für nichtmetallene Werkstoffe - - Teil 513: Mechanische Prüfungen – Verfahren speziell für Polyethylen- und Polypropylenmischungen – Wickelprüfung nach Vorbehandlung - (IEC 60811-513:2012); Deutsche Fassung EN 60811-513:2012                                                                              |
| DIN EN 60811-601          | VDE 0473-811-601              | 2012-12 | Kabel, isolierte Leitungen und Glasfaserkabel – Prüfverfahren für nichtmetallene Werkstoffe - Teil 601: Physikalische Prüfungen – Messung des Tropfpunktes von Füllmassen - (IEC 60811-601:2012); Deutsche Fassung EN 60811-601:2012 |
| DIN EN 60811-602          | VDE 0473-811-602              | 2012-12 | Kabel, isolierte Leitungen und Glasfaserkabel – Prüfverfahren für nichtmetallene Werkstoffe - Teil 602: Physikalische Prüfungen – Ölabscheidung von Füllmassen - (IEC 60811-602:2012); Deutsche Fassung EN 60811-602:2012 |
| DIN EN 60811-603          | VDE 0473-811-603              | 2012-12 | Kabel, isolierte Leitungen und Glasfaserkabel – Prüfverfahren für nichtmetallene Werkstoffe - Teil 603: Physikalische Prüfungen – Messung der Gesamtsäurezahl von Füllmassen - (IEC 60811-603:2012); Deutsche Fassung EN 60811-603:2012 |
| DIN EN 60811-604          | VDE 0473-811-604              | 2012-12 | Kabel, isolierte Leitungen und Glasfaserkabel – Prüfverfahren für nichtmetallene Werkstoffe - Teil 604: Physikalische Prüfungen – Messung des Nichtvorhandenseins von korrosiven Bestandteilen in Füllmassen - (IEC 60811-604:2012); Deutsche Fassung EN 60811-604:2012 |
| DIN EN 60811-605          | VDE 0473-811-605              | 2012-12 | Kabel, isolierte Leitungen und Glasfaserkabel – Prüfverfahren für nichtmetallene Werkstoffe - Teil 605: Physikalische Prüfungen – Messung des Ruß- und/oder Füllstoffgehalts in Polyethylenmischungen - (IEC 60811-605:2012); Deutsche Fassung EN 60811605:2012 |
| DIN EN 60811-606          | VDE 0473-811-606              | 2012-12 | Kabel, isolierte Leitungen und Glasfaserkabel – Prüfverfahren für nichtmetallene Werkstoffe - Teil 606: Physikalische Prüfungen – Verfahren zur Bestimmung der Dichte - (IEC 60811-606:2012); Deutsche Fassung EN 60811-606:2012 |
| DIN EN 60811-607          | VDE 0473-811-607              | 2012-12 | Kabel, isolierte Leitungen und Glasfaserkabel – Prüfverfahren für nichtmetallene Werkstoffe - Teil 607: Physikalische Prüfungen – Prüfung für die Bewertung der Rußverteilung in Polyethylen und in Polypropylen - (IEC 60811-607:2012); Deutsche Fassung EN 60811-607:2012                                                                                                 |
| DIN EN 60230              | VDE 0481-230                  | 2003-03 | Stoßspannungsprüfungen an Kabeln und Leitungen und deren Garnituren - (IEC 60230:1966); Deutsche Fassung EN 60230:2002 |
| DIN EN 50395              | VDE 0481-395                  | 2006-07 | Elektrische Prüfverfahren für Niederspannungskabel und -leitungen; - Deutsche Fassung EN 50395:2005 |
| DIN EN 50395/A1           | VDE 0481-395/A1               | 2012-03 | Elektrische Prüfverfahren für Niederspannungskabel und -leitungen; - Deutsche Fassung EN 50395:2005/A1:2011 |
| DIN EN 60885-2            | VDE 0481-885-2                | 2004-11 | Elektrische Prüfverfahren für Starkstromkabel - Teil 2: Teilentladungsprüfungen - (IEC 60885-2:1987); Deutsche Fassung EN 60885-2:2003 |
| DIN EN 60885-3            | VDE 0481-885-3                | 2015-11 | Elektrische Prüfverfahren für Starkstromkabel - Teil 3: Prüfverfahren zur Teilentladungsmessung an Längen von extrudierten Kabeln - (IEC 60885-3:2015); Deutsche Fassung EN 60885-3:2015 |
| DIN EN 62230              | VDE 0481-2230                 | 2014-12 | Kabel und isolierte Leitungen - Durchlaufspannungsprüfung - (IEC 62230:2006 + A1:2013); Deutsche Fassung EN 62230:2007 + A1:2014 |
| DIN EN 50200              | VDE 0482-200                  | 2016-07 | Prüfung des Isolationserhaltes im Brandfall von Kabeln mit kleinen Durchmessern für die Verwendung in Notstromkreisen bei ungeschützter Verlegung; - Deutsche Fassung EN 50200:2015 |
| DIN EN 60332-1-1          | VDE 0482-332-1-1              | 2005-06 | Prüfungen an Kabeln, isolierten Leitungen und Glasfaserkabeln im Brandfall - Teil 1-1: Prüfung der vertikalen Flammenausbreitung an einer Ader, einer isolierten Leitung oder einem Kabel - Prüfgerät - (IEC 60332-1-1:2004); Deutsche Fassung EN 60332-1-1:2004 |
| DIN EN 60332-1-2          | VDE 0482-332-1-2              | 2005-06 | Prüfungen an Kabeln, isolierten Leitungen und Glasfaserkabeln im Brandfall - Teil 1-2: Prüfung der vertikalen Flammenausbreitung an einer Ader, einer isolierten Leitung oder einem Kabel - Prüfverfahren mit 1-kW-Flamme mit Gas/Luft-Gemisch - (IEC 60332-1-2:2004); Deutsche Fassung EN 60332-1-2:2004                                                                   |
| DIN EN 60332-1-3          | VDE 0482-332-1-3              | 2005-06 | Prüfungen an Kabeln, isolierten Leitungen und Glasfaserkabeln im Brandfall - Teil 1-3: Prüfung der vertikalen Flammenausbreitung an einer Ader, einer isolierten Leitung oder einem Kabel - Prüfverfahren zur Bewertung brennender Tropfen/Teile - (IEC 60332-1-3:2004); Deutsche Fassung EN 60332-1-3:2004                                                                 |
| DIN EN 60332-2-1          | VDE 0482-332-2-1              | 2005-06 | Prüfungen an Kabeln, isolierten Leitungen und Glasfaserkabeln im Brandfall - Teil 2-1: Prüfung der vertikalen Flammenausbreitung an einer kleinen Ader, einer kleinen isolierten Leitung oder einem kleinen Kabel - Prüfgerät - (IEC 60332-21:2004); Deutsche Fassung EN 60332-2-1:2004                                                                                     |
| DIN EN 60332-2-2          | VDE 0482-332-2-2              | 2005-06 | Prüfungen an Kabeln, isolierten Leitungen und Glasfaserkabeln im Brandfall - Teil 2-2: Prüfung der vertikalen Flammenausbreitung an einer kleinen Ader, einer kleinen isolierten Leitung oder einem kleinen Kabel - Prüfverfahren mit leuchtender Flamme - (IEC 60332-2-2:2004); Deutsche Fassung EN 60332-2-2:2004                                                         |
| DIN EN 60332-3-10         | VDE 0482-332-3-10             | 2010-08 | Prüfungen an Kabeln, isolierten Leitungen und Glasfaserkabeln im Brandfall - Teil 3-10: Prüfung der vertikalen Flammenausbreitung von vertikal angeordneten Bündeln von Kabeln und isolierten Leitungen – Prüfvorrichtung - (IEC 60332-310:2000 + A1:2008); Deutsche Fassung EN 60332-3-10:2009                                                                             |
| DIN EN 60332-3-21         | VDE 0482-332-3-21             | 2010-08 | Prüfungen an Kabeln, isolierten Leitungen und Glasfaserkabeln im Brandfall - Teil 3-21: Prüfung der vertikalen Flammenausbreitung von vertikal angeordneten Bündeln von Kabeln und isolierten Leitungen – Prüfart A F/R - (IEC 60332-321:2000, modifiziert); Deutsche Fassung EN 60332-3-21:2009                                                                            |
| DIN EN 60332-3-22         | VDE 0482-332-3-22             | 2010-08 | Prüfungen an Kabeln, isolierten Leitungen und Glasfaserkabeln im Brandfall - Teil 3-22: Prüfung der vertikalen Flammenausbreitung von vertikal angeordneten Bündeln von Kabeln und isolierten Leitungen – Prüfart A - (IEC 60332-3-22:2000 + A1:2008); Deutsche Fassung EN 60332-3-22:2009                                                                                  |
| DIN EN 60332-3-23         | VDE 0482-332-3-23             | 2010-08 | Prüfungen an Kabeln, isolierten Leitungen und Glasfaserkabeln im Brandfall - Teil 3-23: Prüfung der vertikalen Flammenausbreitung von vertikal angeordneten Bündeln von Kabeln und isolierten Leitungen – Prüfart B - (IEC 60332-3-23:2000 + A1:2008); Deutsche Fassung EN 60332-3-23:2009                                                                                  |
| DIN EN 60332-3-24         | VDE 0482-332-3-24             | 2010-08 | Prüfungen an Kabeln, isolierten Leitungen und Glasfaserkabeln im Brandfall - Teil 3-24: Prüfung der vertikalen Flammenausbreitung von vertikal angeordneten Bündeln von Kabeln und isolierten Leitungen – Prüfart C - (IEC 60332-3-24:2000 + A1:2008); Deutsche Fassung EN 60332-3-24:2009                                                                                  |
| DIN EN 60332-3-25         | VDE 0482-332-3-25             | 2010-08 | Prüfungen an Kabeln, isolierten Leitungen und Glasfaserkabeln im Brandfall - Teil 3-25: Prüfung der Flammenausbreitung von vertikal angeordneten Bündeln von Kabeln und isolierten Leitungen – Prüfart D - (IEC 60332-3-25:2000 + A1:2008); Deutsche Fassung EN 60332-3-25:2009                                                                                             |
| DIN EN 50362              | VDE 0482-362                  | 2003-11 | Prüfung des Isolationserhaltes im Brandfall von Kabeln und Leitungen mit großen Durchmessern für die Verwendung in Notstromkreisen bei ungeschützter Verlegung - Deutsche Fassung EN 50362:2003 |
| DIN EN 50399              | VDE 0482-399                  | 2012-02 | Allgemeine Prüfverfahren für das Verhalten von Kabeln und isolierten Leitungen im Brandfall - Messung der Wärmefreisetzung und Raucherzeugung während der Prüfung der Flammenausbreitung – Prüfeinrichtung, Prüfverfahren und Prüfergebnis; - Deutsche Fassung EN 50399:2011                                                                                                |
| DIN EN 50575              | VDE 0482-575                  | 2015-04 | Starkstromkabel und -leitungen, Steuer- und Kommunikationskabel - Kabel und Leitungen für allgemeine Anwendungen in Bauwerken in Bezug auf die Anforderungen an das Brandverhalten; - Deutsche Fassung EN 50575:2014 |
| DIN CLC/TS 50576          | VDE V 0482-576                | 2015-04 | Kabel und Leitungen - Erweiterte Anwendung von Prüfergebnissen; - Deutsche Fassung CLC/TS 50576:2014 |
| DIN EN 60754-1            | VDE 0482-754-1                | 2015-08 | Prüfung der bei der Verbrennung der Werkstoffe von Kabeln und isolierten Leitungen entstehenden Gase - Teil 1: Bestimmung des Gehaltes an Halogenwasserstoffsäure - (IEC 60754-1:2011 + Corrigendum Nov. 2013); Deutsche Fassung EN 60754-1:2014 |
| DIN EN 60754-2            | VDE 0482-754-2                | 2015-08 | Prüfung der bei der Verbrennung der Werkstoffe von Kabeln und isolierten Leitungen entstehenden Gase - Teil 2: Bestimmung der Azidität (durch Messung des pH-Wertes) und Leitfähigkeit - (IEC 60754-2:2011); Deutsche Fassung EN 60754-2:2014 |
| DIN EN 61034-1            | VDE 0482-1034-1               | 2014-09 | Messung der Rauchdichte von Kabeln und isolierten Leitungen beim Brennen unter definierten Bedingungen - Teil 1: Prüfeinrichtung - (IEC 61034-1:2005 + A1:2013); Deutsche Fassung EN 61034-1:2005 + A1:2014 |
| DIN EN 61034-2            | VDE 0482-1034-2               | 2014-11 | Messung der Rauchdichte von Kabeln und isolierten Leitungen beim Brennen unter definierten Bedingungen - Teil 2: Prüfverfahren und Anforderungen - (IEC 61034-2:2005 + A1:2013); Deutsche Fassung EN 61034-2:2005 + A1:2013 |
| DIN EN 61226              | VDE 0491-1                    | 2010-08 | Kernkraftwerke – Leittechnische Systeme mit sicherheitstechnischer Bedeutung - Kategorisierung leittechnischer Funktionen (IEC 61226:2009); Deutsche Fassung EN 61226:2010 |
| DIN EN 61513              | VDE 0491-2                    | 2013-09 | Kernkraftwerke – Leittechnik für Systeme mit sicherheitstechnischer Bedeutung - Allgemeine Systemanforderungen - (IEC 61513:2011); Deutsche Fassung EN 61513:2013 |
| DIN EN 60987              | VDE 0491-3-1                  | 2015-06 | Kernkraftwerke - Leittechnische Systeme mit sicherheitstechnischer Bedeutung – Anforderungen an die Hardware-Auslegung rechnerbasierter Systeme - (IEC 60987:2007 + A1:2013); Deutsche Fassung EN 60987:2015 |
| DIN EN 60880              | VDE 0491-3-2                  | 2010-03 | Kernkraftwerke – Leittechnik für Systeme mit sicherheitstechnischer Bedeutung - Softwareaspekte für rechnerbasierte Systeme zur Realisierung von Funktionen der Kategorie A - (IEC 60880:2006); Deutsche Fassung EN 60880:2009 |
| DIN EN 62138              | VDE 0491-3-3                  | 2010-03 | Kernkraftwerke – Leittechnik für Systeme mit sicherheitstechnischer Bedeutung - Softwareaspekte für rechnerbasierte Systeme zur Realisierung von Funktionen der Kategorien B oder C - (IEC 62138:2004); Deutsche Fassung EN 62138:2009 |
| DIN EN 61500              | VDE 0491-3-4                  | 2011-12 | Kernkraftwerke - Leittechnik mit sicherheitstechnischer Bedeutung – Datenkommunikation in Systemen, die Kategorie-A-Funktionen ausführen - (IEC 61500:2009); Deutsche Fassung EN 61500:2011 |
| DIN EN 62566              | VDE 0491-3-5                  | 2015-02 | Kernkraftwerke - Leittechnik für Systeme mit sicherheitstechnischer Bedeutung – Entwicklung HDL-programmierter integrierter Schaltkreise für Systeme, die Funktionen der Kategorie A ausführen - (IEC 62566:2012); Deutsche Fassung EN 62566:2014 |
| DIN IEC 62117             | VDE 0491-4                    | 2001-10 | Kernkraftwerke - Druckwasserreaktoren - Überwachung ausreichender Kühlung des Kerns im abgeschalteten Zustand des Reaktors - (IEC 62117:1999) |
| DIN EN 61839              | VDE 0491-5                    | 2015-01 | Kernkraftwerke – Auslegung von Warten - Analyse und Zuordnung der Funktionen - (IEC 61839:2000); Deutsche Fassung EN 61839:2014 |
| DIN EN 60964              | VDE 0491-5-1                  | 2010-08 | Kernkraftwerke – Warten - Auslegung - (IEC 60964:2009); Deutsche Fassung EN 60964:2010 |
| DIN EN 62241              | VDE 0491-5-2                  | 2015-06 | Kernkraftwerke - Warte – Alarmfunktionen und ihre Darstellung -(IEC 62241:2004); Deutsche Fassung EN 62241:2015 |
| DIN IEC 61227             | VDE 0491-5-3                  | 2009-01 | Kernkraftwerke - Warten – Handbedienungen - (IEC 61227:2008) |
| DIN EN 61772              | VDE 0491-5-4                  | 2013-09 | Kernkraftwerke - Warten – Anwendung von Sichtgeräten - (IEC 61772:2009); Deutsche Fassung EN 61772:2013 |
| DIN EN 60965              | VDE 0491-5-5                  | 2011-12 | Kernkraftwerke - Warten – Notsteuerstellen für das Abfahren des Reaktors ohne Verbindung zur Hauptwarte - (IEC 60965:2009); Deutsche Fassung EN 60965:2011 |
| DIN IEC 60568             | VDE 0491-6                    | 2006-11 | Kernkraftwerke - Instrumentierung mit sicherheitstechnischer Bedeutung - Kerninstrumentierung zur Messung der Neutronenflussdichte in Leistungsreaktoren - (IEC 60568:2006) |
| DIN EN 60709              | VDE 0491-7                    | 2010-12 | Kernkraftwerke - Leittechnische Systeme mit sicherheitstechnischer Bedeutung – Physikalische und elektrische Trennung - (IEC 60709:2004); Deutsche Fassung EN 60709:2010 |
| DIN EN 62340              | VDE 0491-10                   | 2010-12 | Kernkraftwerke - Leittechnische Systeme mit sicherheitstechnischer Bedeutung – Anforderungen zur Beherrschung von Versagen aufgrund gemeinsamer Ursache - (IEC 62340:2007); Deutsche Fassung EN 62340:2010 |
| DIN EN 60671              | VDE 0491-100                  | 2011-12 | Kernkraftwerke - Leittechnik für Systeme mit sicherheitstechnischer Bedeutung – Prüfungen zur Sicherstellung der Funktionsfähigkeit - (IEC 60671:2007); Deutsche Fassung EN 60671:2011 |
| DIN EN 61526              | VDE 0492-1                    | 2013-09 | Strahlenschutz-Messgeräte - Messung der Tiefen- und der Oberflächen-Personendosis Hp(10) und Hp(0,07) für Röntgen-, Gamma-, Neutronen- und Betastrahlung – Direkt ablesbare Personendosimeter - (IEC 61526:2010, modifiziert); Deutsche Fassung EN 61526:2013 |
| DIN EN 60846-1            | VDE 0492-2-1                  | 2015-01 | Strahlenschutz-Messgeräte – Umgebungs- und/oder Richtungs-Äquivalentdosis(leistungs)-Messgeräte und/oder Monitore für Beta-, Röntgen- und Gammastrahlung - Teil 1: Tragbare Messgeräte und Monitore für den Arbeitsplatz und die Umgebung - (IEC 60846-1:2009, modifiziert); Deutsche Fassung EN 60846-1:2014                                                               |
| DIN EN 61005              | VDE 0492-2-2                  | 2005-03 | Strahlenschutz-Messgeräte - Umgebungsäquivalentdosis(leistungs)-Messgeräte für Neutronenstrahlung -(IEC 61005:2003, modifiziert); Deutsche Fassung EN 61005:2004 |
| DIN EN 62387-1            | VDE 0492-3-1                  | 2012-08 | Strahlenschutz-Messgeräte – Passive, integrierende Dosimetriesysteme zur Umwelt- und Personenüberwachung - Teil 1: Allgemeine Eigenschaften und Leistungsanforderungen - (IEC 62387-1:2007, modifiziert); Deutsche Fassung EN 62387-1:2012 |
| DIN IEC/TS 62743          | VDE V 0492-4-1                | 2013-04 | Strahlenschutz-Messgeräte - Zählende elektronische Dosimeter für gepulste Felder ionisierender Strahlung - (IEC/TS 62743:2012) |
| DIN EN 60761-1            | VDE 0493-1-1                  | 2005-05 | Einrichtungen zur kontinuierlichen Überwachung von Radioaktivität in gasförmigen Ableitungen - Teil 1: Allgemeine Anforderungen - (IEC 60761-1:2002, modifiziert); Deutsche Fassung EN 60761-1:2004 |
| DIN EN 60761-2            | VDE 0493-1-2                  | 2005-05 | Einrichtungen zur kontinuierlichen Überwachung von Radioaktivität in gasförmigen Ableitungen - Teil 2: Besondere Anforderungen an Monitore für radioaktive Aerosole einschließlich Transuranaerosole - (IEC 60761-2:2002, modifiziert); Deutsche Fassung EN 60761-2:2004 |
| DIN EN 60761-3            | VDE 0493-1-3                  | 2005-05 | Einrichtungen zur kontinuierlichen Überwachung von Radioaktivität in gasförmigen Ableitungen - Teil 3: Besondere Anforderungen an Monitore für radioaktive Edelgase - (IEC 60761-3:2002); Deutsche Fassung EN 60761-3:2004 |
| DIN EN 60761-4            | VDE 0493-1-4                  | 2005-05 | Einrichtungen zur kontinuierlichen Überwachung von Radioaktivität in gasförmigen Ableitungen - Teil 4: Besondere Anforderungen an Monitore für radioaktives Iod - (IEC 60761-4:2002); Deutsche Fassung EN 60761-4:2004 |
| DIN EN 60761-5            | VDE 0493-1-5                  | 2005-05 | Einrichtungen zur kontinuierlichen Überwachung von Radioaktivität in gasförmigen Ableitungen - Teil 5: Besondere Anforderungen an Tritiummonitore - (IEC 60761-5:2002, modifiziert); Deutsche Fassung EN 60761-5:2004 |
| DIN IEC 61577-1           | VDE 0493-1-10-1               | 2007-06 | Strahlenschutz-Messgeräte - Geräte für die Messung von Radon und Radon-Folgeprodukten - Teil 1: Allgemeine Anforderungen (IEC 61577-1:2006) |
| DIN IEC 61577-2           | VDE 0493-1-10-2               | 2015-03 | Strahlenschutz-Messgeräte – Geräte für die Messung von Radon und Radon-Folgeprodukten - Teil 2: Besondere Anforderungen für Messgeräte für Rn-222 und Rn-220 - (IEC 61577-2:2014) |
| DIN EN 61577-3            | VDE 0493-1-10-3               | 2015-03 | Strahlenschutz-Messgeräte – Geräte für die Messung von Radon und Radon-Folgeprodukten - Teil 3: Besondere Anforderungen an Messgeräte für Radonfolgeprodukte - (IEC 61577-3:2011, modifiziert); Deutsche Fassung EN 61577-3:2014 |
| DIN EN 61577-4            | VDE 0493-1-10-4               | 2015-03 | Strahlenschutz-Messgeräte – Geräte für die Messung von Radon und Radon-Folgeprodukten - Teil 4: Einrichtungen für die Herstellung von Referenzatmosphären mit Radonisotopen und ihren Folgeprodukten (STAR) - (IEC 61577-4:2009, modifiziert); Deutsche Fassung EN 61577-4:2014                                                                                             |
| DIN IEC 62302             | VDE 0493-1-30                 | 2008-10 | Strahlenschutz-Messgeräte - Einrichtungen zur Probenahme und Überwachung von radioaktiven Edelgasen - (IEC 62302:2007) |
| DIN IEC 62303             | VDE 0493-1-50                 | 2010-04 | Strahlenschutz-Messgeräte - Einrichtungen zur Überwachung von Tritium in Luft - (IEC 62303:2008) |
| DIN EN ISO 16641          | VDE 0493-1-6641               | 2016-05 | Ermittlung der Radioaktivität in der Umwelt – Luft - Radon-220: Integrierende Messmethoden für die Bestimmung der mittleren Aktivitätskonzentration mit passiven Festkörperspurdetektoren - (ISO 16641:2014); Deutsche Fassung EN ISO 16641:2016 |
| DIN EN ISO 11665-1        | VDE 0493-1-6651               | 2015-11 | Ermittlung der Radioaktivität in der Umwelt – Luft: Radon-222 - Teil 1: Radon und seine kurzlebigen Folgeprodukte: Quellen und Messverfahren - (ISO 11665-1:2012); Deutsche Fassung EN ISO 11665-1:2015 |
| DIN EN ISO 11665-2        | VDE 0493-1-6652               | 2015-11 | Ermittlung der Radioaktivität in der Umwelt – Luft: Radon-222 - Teil 2: Integrierendes Messverfahren für die Bestimmung des Durchschnittswertes der potenziellen Alpha-Energiekonzentration der kurzlebigen Radon-Folgeprodukte - (ISO 11665-2:2012); Deutsche Fassung EN ISO 11665-2:2015                                                                                  |
| DIN EN ISO 11665-3        | VDE 0493-1-6653               | 2015-11 | Ermittlung der Radioaktivität in der Umwelt – Luft: Radon-222 - Teil 3: Punktmessverfahren der potenziellen Alpha-Energiekonzentration der kurzlebigen Radon-Folgeprodukte - (ISO 11665-3:2012); Deutsche Fassung EN ISO 11665-3:2015 |
| DIN ISO 11665-4           | VDE 0493-1-6654               | 2013-05 | Messung der Radioaktivität in der Umwelt – Luft: Radon-222 - Teil 4: Integrierendes Messverfahren zur Bestimmung des Durchschnittwertes der Aktivitätskonzentration mittels passiver Probenahme und zeitversetzter Auswertung - (ISO 11665-4:2012) |
| DIN EN ISO 11665-5        | VDE 0493-1-6655               | 2015-11 | Ermittlung der Radioaktivität in der Umwelt – Luft: Radon-222 - Teil 5: Kontinuierliches Messverfahren für die Aktivitätskonzentration - (ISO 11665-5:2012); Deutsche Fassung EN ISO 11665-5:2015 |
| DIN EN ISO 11665-6        | VDE 0493-1-6656               | 2015-11 | Ermittlung der Radioaktivität in der Umwelt – Luft: Radon-222 - Teil 6: Punktmessverfahren für die Aktivitätskonzentration - (ISO 11665-6:2012); Deutsche Fassung EN ISO 11665-6:2015 |
| DIN EN ISO 11665-7        | VDE 0493-1-6657               | 2015-11 | Ermittlung der Radioaktivität in der Umwelt – Luft: Radon-222 - Teil 7: Anreicherungsverfahren zur Abschätzung der Oberflächenexhalationsrate - (ISO 11665-7:2012); Deutsche Fassung EN ISO 11665-7:2015 |
| DIN ISO 11665-8           | VDE 0493-1-6658               | 2013-08 | Ermittlung der Radioaktivität in der Umwelt – Luft: Radon-222 - Teil 8: Methodik zur Erstbewertung sowie für zusätzliche Untersuchungen in Gebäuden - (ISO 11665-8:2012) |
| DIN EN 60325              | VDE 0493-2-1                  | 2005-02 | Strahlenschutz-Messgeräte - Alpha-, Beta- und Alpha/Beta-(Betaenergie > 60 keV) Kontaminationsmessgeräte und -monitore - (IEC 60325:2002, modifiziert); Deutsche Fassung EN 60325:2004 |
| DIN EN 61098              | VDE 0493-2-2                  | 2008-02 | Strahlenschutz-Messgeräte - Fest installierte Personenkontaminationsmonitore - (IEC 61098:2003, modifiziert); Deutsche Fassung EN 61098:2007 |
| DIN EN 61582              | VDE 0493-2-3                  | 2007-02 | Strahlenschutz-Messgeräte - Einrichtungen für die in-vivo-Überwachung - Ganz- und Teilkörperzähler - Klassifizierung, allgemeine Anforderungen und Prüfverfahren für tragbare, transportable und fest installierte Einrichtungen - (IEC 61582:2004, modifiziert); Deutsche Fassung EN 61582:2006                                                                            |
| DIN EN 62363              | VDE 0493-2-4                  | 2012-02 | Strahlenschutz-Messgeräte - Tragbare Oberflächenkontaminationsmessgeräte und -überwachungsgeräte für Photonenstrahlung (IEC 62363:2008, modifiziert); Deutsche Fassung EN 62363:2011 |
| DIN EN 62022              | VDE 0493-3-1                  | 2008-01 | Fest installierte Monitore für die Überwachung und den Nachweis von Gammastrahlen-Emittern in von Fahrzeugen transportierten, wiederverwertbaren oder nicht wiederverwertbaren Materialien - (IEC 62022:2004, modifiziert); Deutsche Fassung EN 62022:2007 |
| DIN EN 62244              | VDE 0493-3-2                  | 2012-02 | Strahlenschutz-Messgeräte - Fest installierte Strahlungsmonitore für den Nachweis von radioaktiven Stoffen und spaltbarem Nuklearmaterial an Staatsgrenzen - (IEC 62244:2006, modifiziert); Deutsche Fassung EN 62244:2011 |
| DIN EN 62327              | VDE 0493-3-3                  | 2012-02 | Strahlenschutz-Messgeräte - Handgeräte für den Nachweis und die Identifizierung von Radionukliden und die Anzeige der durch Gammastrahlung erzeugten Umgebungs-Äquivalentdosisleistung - (IEC 62327:2006, modifiziert); Deutsche Fassung EN 62327:2011 |
| DIN IEC 62401             | VDE 0493-3-4                  | 2009-01 | Strahlenschutz-Messgeräte - Strahlungsmessgeräte im Taschenformat zum Aufspüren illegal transportierter radioaktiver Quellen - (IEC 62401:2007) |
| DIN EN 62484              | VDE 0493-3-5                  | 2016-06 | Strahlenschutz-Messgeräte - Auf Spektroskopie basierende Portalmonitore für den Nachweis und die Identifikation des unerlaubten Handels mit radioaktiven Stoffen - (IEC 62484:2010); Deutsche Fassung EN 62484:2015 |
| DIN IEC 62533             | VDE 0493-3-6                  | 2013-04 | Strahlenschutz-Messgeräte - Hochempfindliche Handgeräte zum Nachweis von Photonenstrahlung emittierendem radioaktivem Material - (IEC 62533:2010) |
| DIN EN 62534              | VDE 0493-3-7                  | 2016-06 | Strahlenschutz-Messgeräte - Hochempfindliche Handgeräte zur Detektion von Neutronenstrahlung emittierendem radioaktivem Material - (IEC 62534:2010); Deutsche Fassung EN 62534:2015 |
| DIN IEC 62694             | VDE 0493-3-10                 | 2015-02 | Strahlenschutz-Messgeräte - Rucksack-Strahlenschutzdetektor zum Nachweis von unerlaubtem Transport radioaktiver Materialien - (IEC 62694:2014) |
| DIN EN 60861              | VDE 0493-4-2                  | 2008-10 | Einrichtungen zur Überwachung von Radionukliden in flüssigen Ableitungen und Oberflächengewässern - (IEC 60861:2006, modifiziert); Deutsche Fassung EN 60861:2008 |
| DIN IEC 61275             | VDE 0493-4-3                  | 2014-12 | Strahlenschutz-Messgeräte - Messung einzelner Radionuklide in der Umwelt – In-situ-Photonenspektrometriesystem mit Germaniumdetektor - (IEC 61275:2013) |
| DIN ISO 18589-2           | VDE 0493-4-5892               | 2015-10 | Ermittlung der Radioaktivität in der Umwelt – Erdboden - Teil 2: Leitlinie für die Auswahl der Probenstrategie, Probenahme und Vorbehandlung der Proben - (ISO 18589-2:2015) |
| DIN ISO 18589-3           | VDE 0493-4-5893               | 2015-10 | Ermittlung der Radioaktivität in der Umwelt – Erdboden - Teil 3: Messung von Gammastrahlung emittierenden Radionukliden mittels Gammaspektrometrie - (ISO 18589-3:2015) |
| DIN EN ISO 18589-7        | VDE 0493-4-5897               | 2016-05 | Ermittlung der Radioaktivität in der Umwelt – Erdboden - Teil 7: In-situ-Messung von Gammastrahlung emittierenden Radionukliden - (ISO 18589-7:2013); Deutsche Fassung EN ISO 18589-7:2016 |
| DIN IEC 61559-1           | VDE 0493-5-1                  | 2010-04 | Strahlenschutzinstrumentierung in kerntechnischen Anlagen – Zentrale Systeme zur kontinuierlichen Überwachung der Strahlung und/oder des Aktivitätsniveaus - Teil 1: Allgemeine Anforderungen - (IEC 61559-1:2009) |
| DIN VDE 0493-100          | VDE 0493-100                  | 2010-05 | Strahlenschutz-Messgeräte - Teil 100: Wiederkehrende Prüfung von tragbaren Kontaminationsmonitoren |
| DIN VDE 0493-110          | VDE 0493-110                  | 2010-02 | Strahlenschutz-Messgeräte - Teil 110: Wiederkehrende Prüfung von fest installierten Personenkontaminationsmonitoren |
| DIN VDE 0493-200          | VDE 0493-200                  | 2011-03 | Strahlenschutz-Messgeräte - Wiederkehrende Prüfung von fest installierten Ganz- und Teilkörperzählern |
| DIN IEC/TR 62461          | VDE 0493-1000                 | 2015-07 | Strahlenschutz-Messgeräte - Bestimmung der Unsicherheit beim Messen - (IEC/TR 62461:2015) |